# Dones a Itàlia
La condició de la dona a Itàlia ha experimentat molts canvis positius al llarg del temps, i les dones han vist com les han reconegut durant els segles xix i xx més drets que anteriorment eren reconeguts només per als homes. La igualtat de drets entre homes i dones a Itàlia estan garantits i plenament reconeguts des del 1r de gener de 1948 amb l'entrada en vigor de la Constitució de la República Italiana. Malgrat això, actualment existeixen desigualtats que encara es mantenen en els camps polítics, socials i econòmics que s'han de superar. De fet, fins al 2020, només cinc dones van ocupar tres de les cincposicions màximes de l'Estat italià. La segona posició màxima de l'Estat, la de president del Senat, va ser ocupada per una dona per primera vegada el 24 de març de 2018, per Maria Elisabetta Alberti Casellati. La Presidència de la Cambra dels Diputats va ser ocupada tres vegades per dones, Nilde Iotti (1979-1992), Irene Pivetti (1994-1996) i Laura Boldrini (2013-2018). La Presidència de la Cort Constitucional va ser ocupada per primera vegada per una dona, des del 2019 fins al 2020, per Marta Cartabia.
Dos dels cinc càrrecs màxims de l'Estat italià (el primer i el quart) encara no han sigut ocupats per les dones; són el de president de la República i el de president del Consell de Ministres.

## Des de l'Edat mitjana fins al Renaixement
L'estructura social patriarcal assignava a la dona un rol subordinat en la família i en la societat, de manera que les dones italianes tenien rares oportunitats per destacar durant l'edat mitjana. Durant els segles xiii i xiv, una vídua podia heretar una posició de poder del seu marit, com en el cas de Matilde de Canossa, o trobar oportunitats dins d'un convent, com Clara d'Assís i Caterina de Siena.
Durant el Renaixement (segles xv-xvi) les dones seguien sent confinades als rols tradicionals de monja, esposa, serventa i cortesana.
Malgrat això, augmenta la difusió de l'alfabetització entre les dones de les classes privilegiades i obre l'oportunitat d'un nombre creixent de dones a participar en la vida intel·lectual fins i tot en l'àmbit laic. Veneciana de naixement, Christine de Pizan (1365-1440) escriu La Città delle Dame (La ciutat de les dames) el 1404, on l'autora descriu el gènere femení com privat d'inferioritat innata en comparació amb els homes. Els mateixos conceptes seran tractats un segle més tard per Giulia Bigolina en la novel·la Urania, la primera realitzada per una dona italiana en el Renaixement de la qual es té notícies.
Algunes dones afortunades, a les quals la seva pròpia posició social allibera de la càrrega del treball domèstic, poden obtenir una educació, o tenen un pare o un marit que els permet conrear els seus talents artístics i culturals. Lucrezia Tornabuoni (a Florència), Veronica Gambara (a Correggio); Veronica Franco i Moderata Fonte (a Venècia), i Vittoria Colonna (a Roma) són dones nobles que s'afirmen per les seves reconegudes habilitats intel·lectuals.

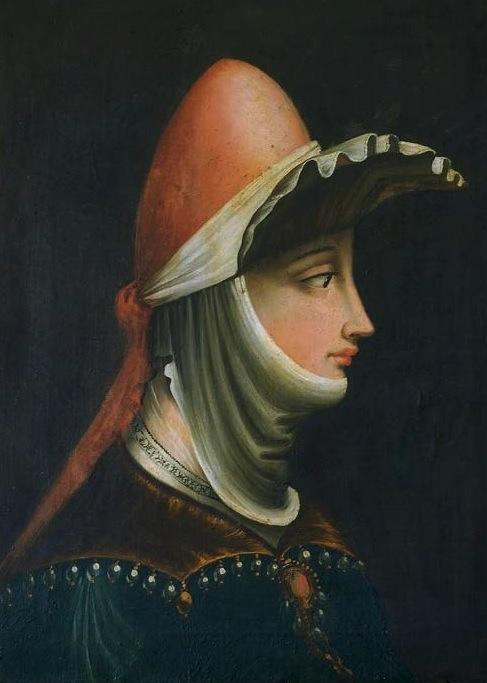
Matilde de Canossa
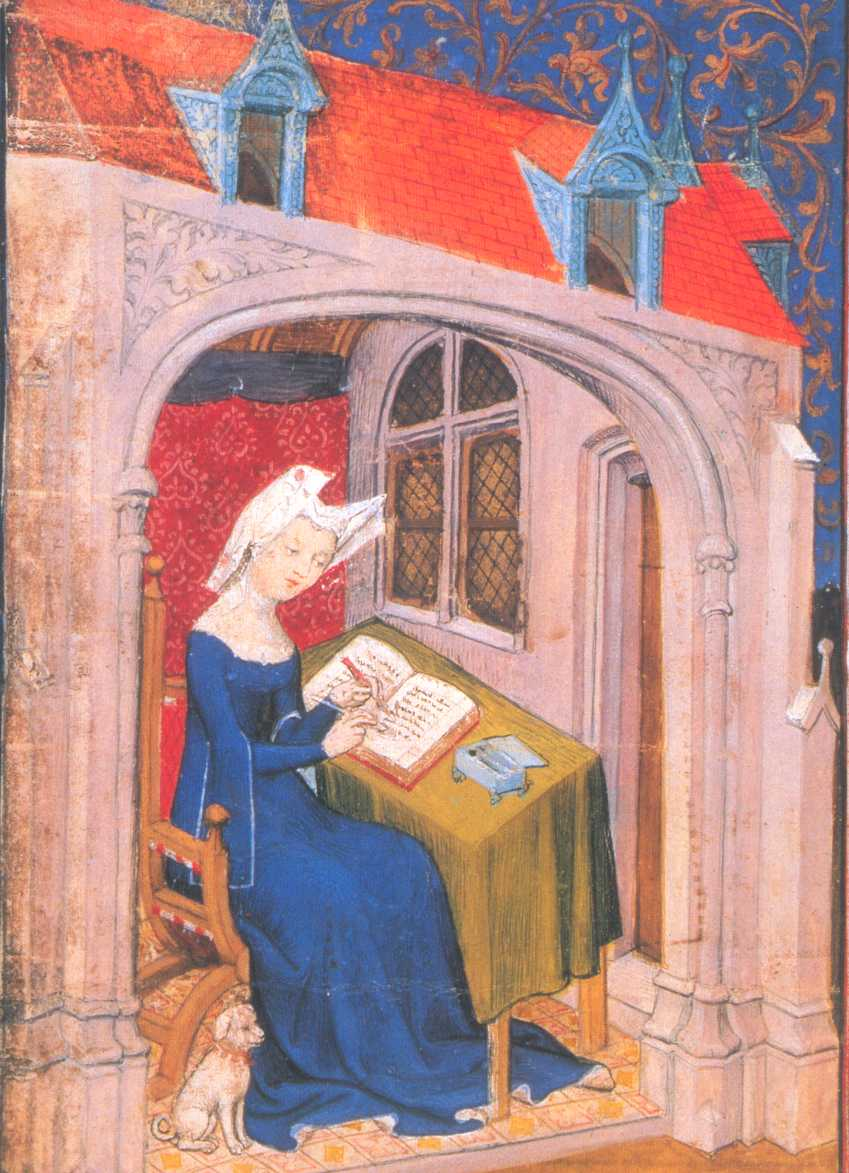
Christine de Pizan
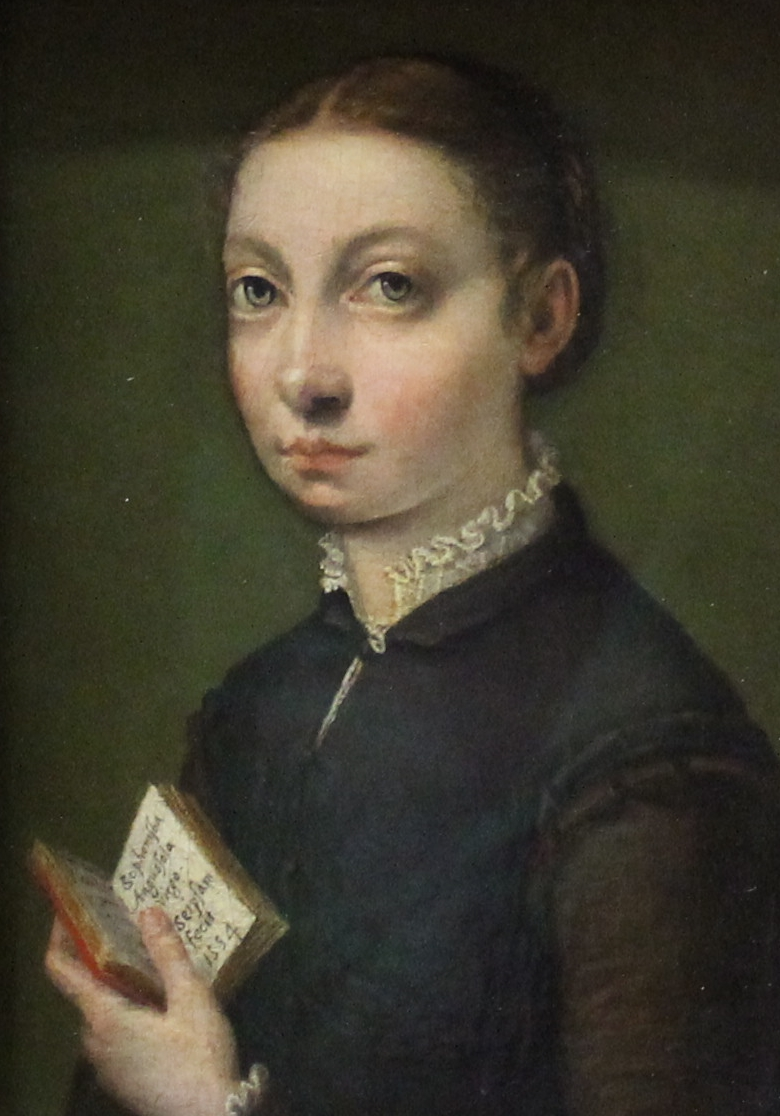
Sofonisba Anguissola
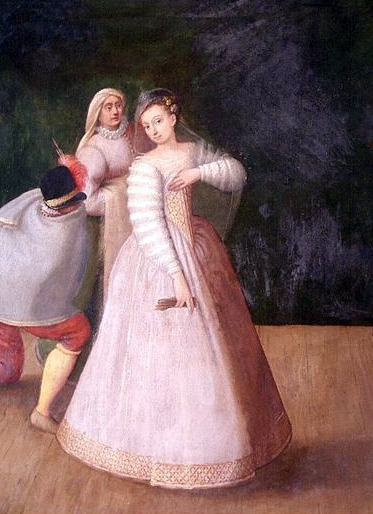
Isabella Andreini

Un cas atípic és el de la poeta Isabella di Morra, qui, a diferència de les seves contemporànies, no va tenir l'oportunitat de participar en la vida cultural del temps a causa de la prepotència familiar, i la seva tràgica mort la va convcertir en una icona de l'opressió de les dones.
Les dones poderoses del Renaixement italià, com ara Isabel d'Este, Caterina de Mèdici o Lucrezia Borgia, combinen la capacitat política amb l'interès cultural i el mecenatge en les arts. Plautilla Nelli i Sofonisba Anguissola es troben entre els primers exponents femenins de la pintura europea, i Tarquinia Molza en la música.
A la segona meitat del Cinquecento (segle xvi), la Commedia dell'arte introdueix un nou element disruptiu i revolucionari: la presència de dones a l'escenari. Isabella Andreini és la primera actriu que adquireix una popularitat europea en la Compagnia dei Gelosi, entre 1578 i 1604, a Itàlia, França, Polònia, Espanya, Alemanya i Anglaterra. Amb el teatre (i per tant amb el melodrama i la dansa) s'obre per a les dones tot un món de noves oportunitats.

## Del Renaixement fins a l'Edat Napoleònica
A principis del segle xvii, les dones intel·lectuals italianes ja eren una presència establerta en la cultura de l'època, si bé el fenomen roman limitat a les classes privilegiades i no es tradueix en mesures legislatives; la seva activitat roman confinada a les sales de la seva llar. Entre aquestes dones hi ha les compositores Francesca Caccini, Leonora Baroni i Angela Teresa Muratori, i les pintores Lavinia Fontana, Fede Galizia i Artemisia Gentileschi.
En aquest període, els drets de les dones encara són molt limitats. L'11 de setembre de 1599, Beatrice Cenci, una dona noble romana, és executada per parricida, desesperada per la violència i abús sexual patern.
El 1678, Elena Lucrezia Corner és converteix en la primera dona a Itàlia que obté un títol acadèmic, en filosofia, a la Universitat de Pàdua i la primera dona del món que rep un doctorat. Fora del context familiar, les dones italianes del segle xvii continuen trobant oportunitats en els convents, i ara, per primera vegada al teatre musical, a partir d'Anna Renzi (descrita com la primera diva de la història de l'òpera) i Barbara Strozzi. Aurora Sanseverino va ser una figura destacada del Regne de Nàpols entre els segles xvii i xviii, una dona eclèctica admirada per la societat napolitana i coneguda pel seu gran mecenatge.

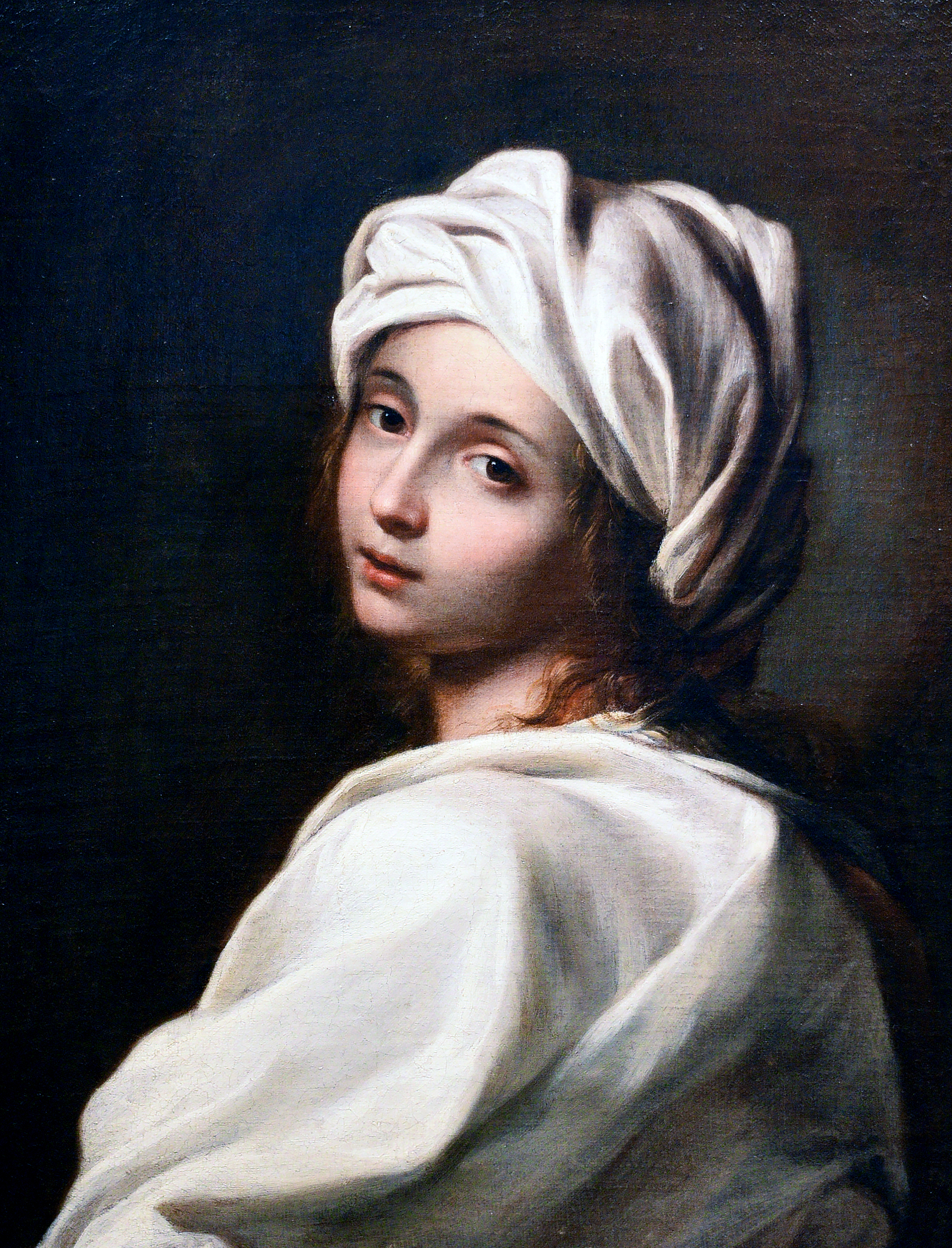
Beatrice Cenci
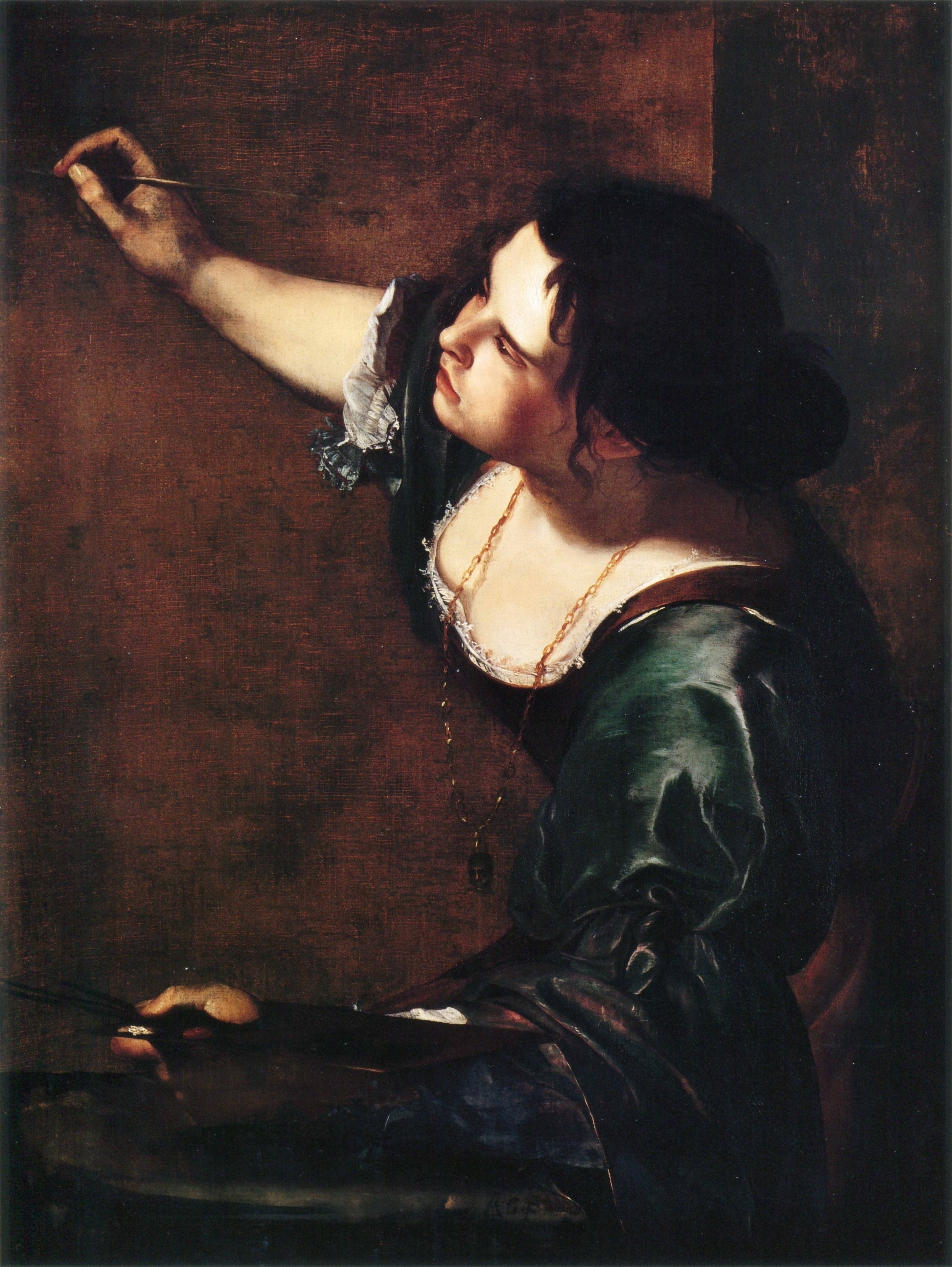
Artemisia Gentileschi
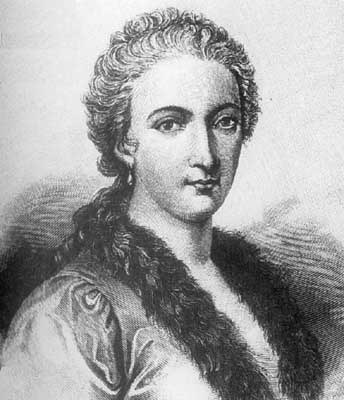
Maria Gaetana Agnesi
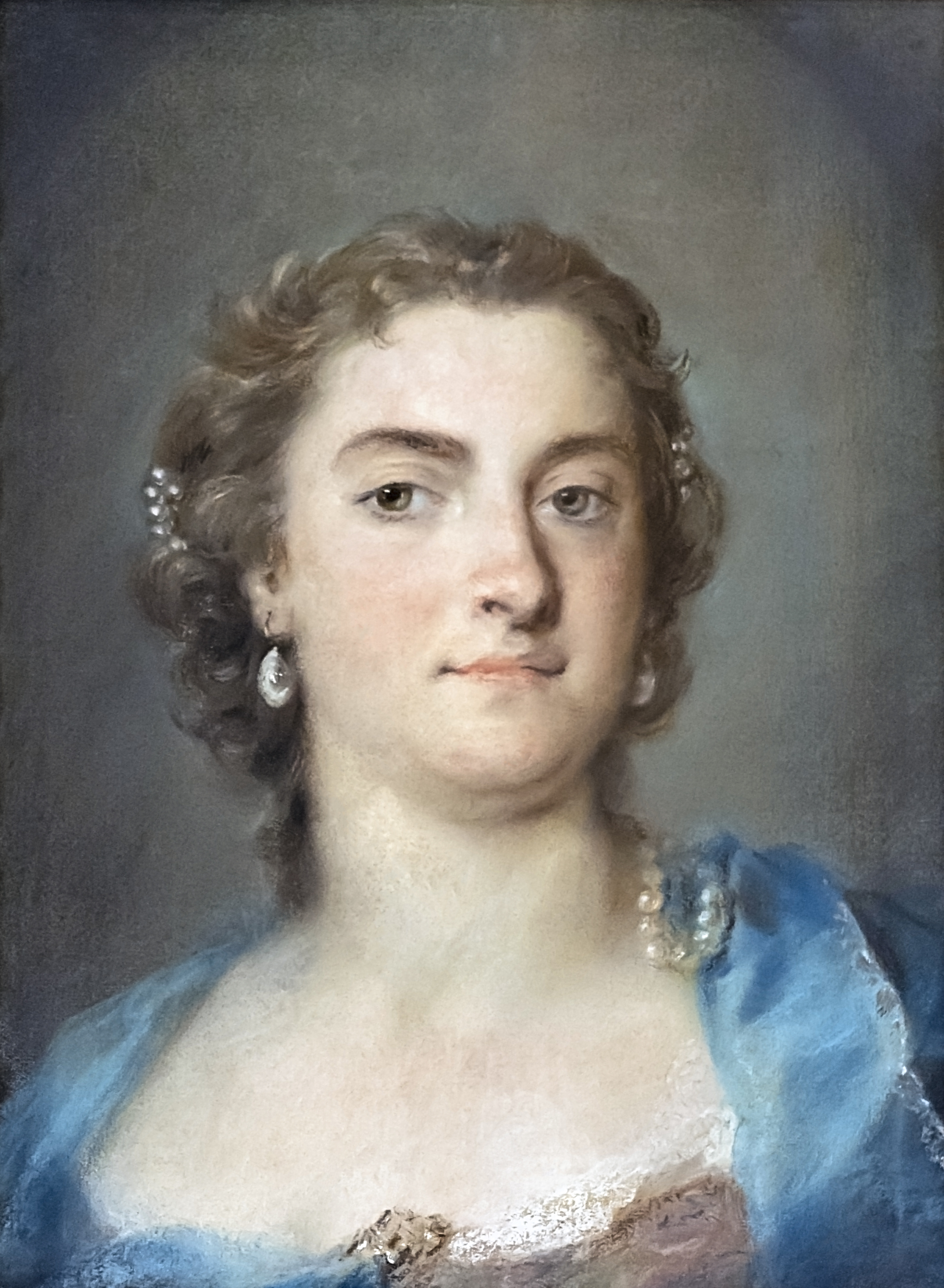
Faustina Bordoni

Al Settecento (segle xviii), amb la Il·lustració, el camp de les ciències i la filosofia s'obre a les dones italianes: Clelia Grillo Borromeo, Giuseppa Eleonora Barbapiccola, Laura Bassi, Anna Morandi Manzolini, Maria Gaetana Agnesi, Maria Angela Ardinghelli i Cristina Roccati.
Les sopranos i les prima donna italianes continuen sent famoses per tot Europa: Francesca Cuzzoni, Faustina Bordoni, Vittoria Tesi, Caterina Gabrielli, Lucrezia Agujari, Giovanna Sestini i Brigida Banti. Als escenaris europeus hi ha la reeixida actriu Silvia Balletti i les ballarines Giovanna Bassi i Teresa Bandettini. Entre les dones famoses del segle xviii a Itàlia també hi ha la pintora Rosalba Carriera; les compositores Maria Margherita Grimani i Maria Teresa Agnesi; la jurista Maria Pellegrina Amoretti; i l'escriptora i editora Elisabetta Caminer.
La revolució francesa i l'època napoleònica ofereixen a les dones italianes per primera vegada la possibilitat de comprometre's políticament. Ja el 1799 a Nàpols, la poeta Eleonora Pimentel Fonseca va tenir un paper destacat en la República Napolitana; però va pagar el seu compromís amb la sentència de mort.

## ElRisorgimento(1815-1870)
El Risorgimento (Ressorgiment o la unificació d'Itàlia) és el primer esdeveniment en la història italiana en què la participació femenina s'ha investigat i reconegut. A la primera meitat del segle xix, alguns dels salons més influents en què es reuneixen els patriotes italians, els revolucionaris i els intel·lectuals, són dirigits per dones, com ara Bianca Milesi, Metilde Viscontini Dembowski, Teresa Casati, i Cristina Trivulzio di Belgiojoso.

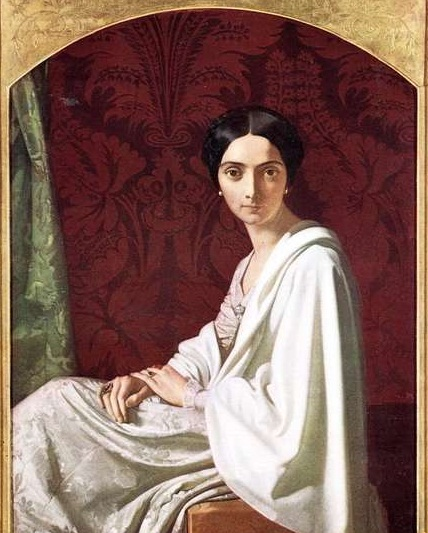
Cristina Trivulzio di Belgiojoso
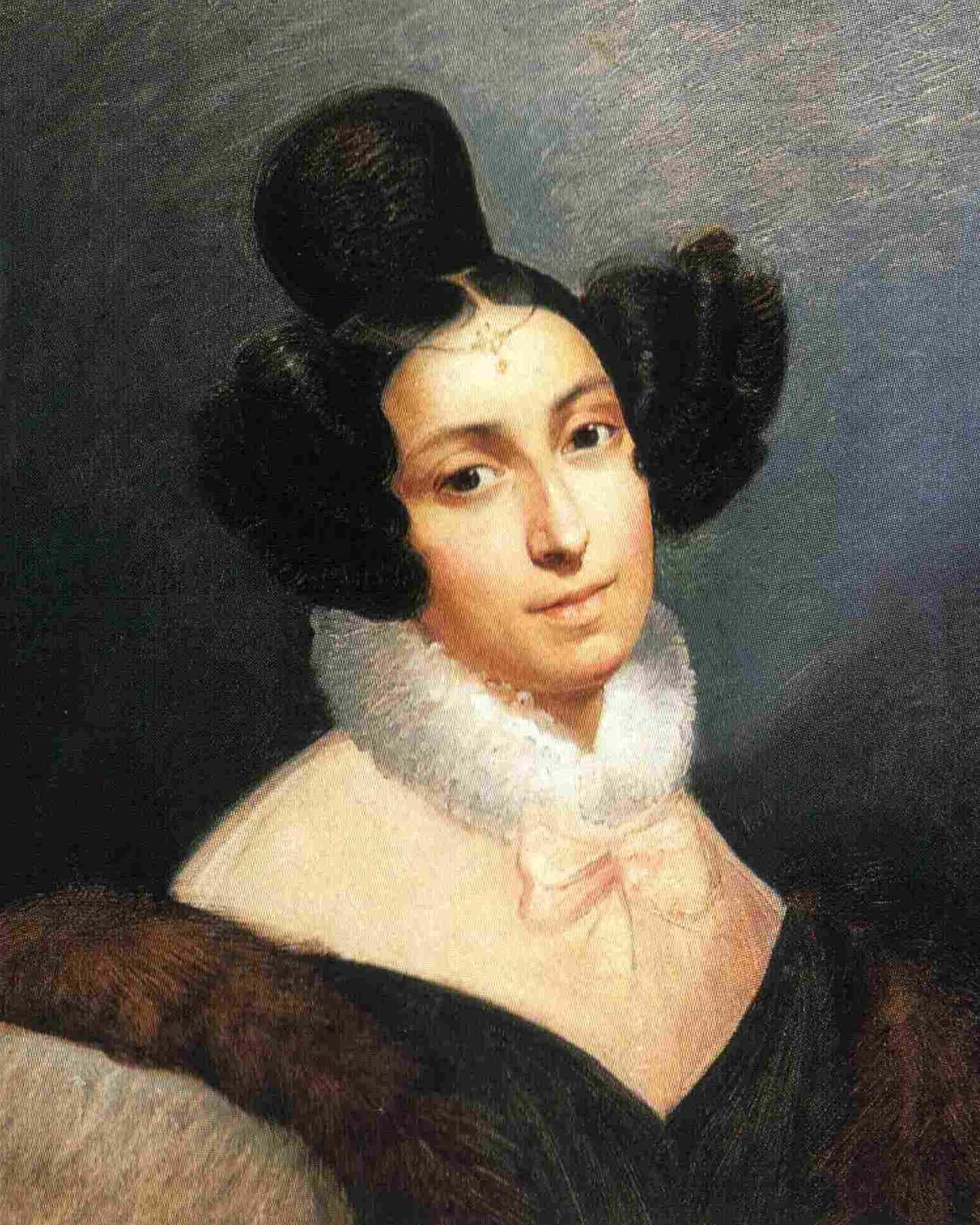
Giuditta Bellerio Sidoli
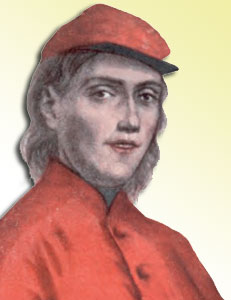
Antonia Masanello
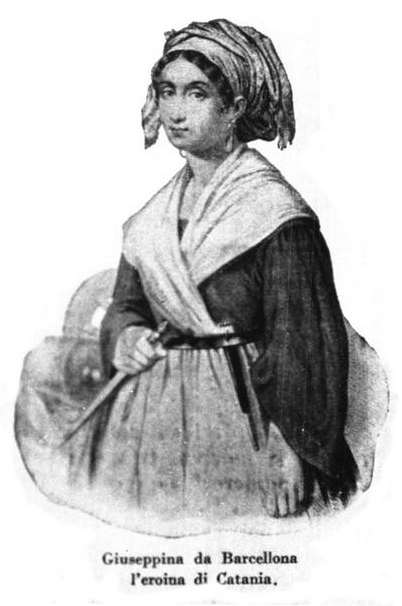
Giuseppa Bolognara Calcagno

Especialment rellevant és la presència femenina en el moviment mazziniano, desde Sara Levi Nathan fins a Antonietta De Pace i Giuditta Bellerio Sidoli. Algunes dones també es distingeixen en els camps de batalla, des de Luisa Battistotti Sassi (combatent en els Cinc dies de Milà) fins a Colomba Antonietti (caiguda durant la defensa de la República romana), des d'Anita Garibaldi (l'esposa de Giuseppe Garibaldi) i Rosalia Montmasson (que va participar en l'Expedició dels Mil com a infermera) fins a Antonia Masanello i Giuseppa Bolognara Calcagno (que s'uneixen als combatents de Garibaldi com a soldats).

## El Regne d'Itàlia (1861-1922)
El Nou Estat Unitari idealitza les mares i les esposes del Risorgimento (principalment, Adelaide Cairoli), però no atorga cap dret a les dones. El dret a vot (també administratiu) és exclòs. El dret de família, legislat el 1865 a partir del Codi civil Pisanelli, es basa en la supremacia masculina i exclou les dones, a través de la sol·licitud de «l'autorització del marit», per a qualsevol decisió de caràcter jurídic o comercial.
L'article 486 del Codi Penal del Regne de Sardenya es va estendre per tot Itàlia, i preveia una pena de presó de tres mesos a dos anys per a la dona adúltera, mentre que només es castigava al marit en cas de concubinat (en vigor fins al 1968).
La batalla per l'adquisició d'una paritat dels drets de les dones i del sufragi femení a Itàlia comença aviat. Ja el 1864, Anna Maria Mozzoni, pionera del moviment femení a Itàlia, denuncia la discriminació legal a la qual la dona està sotmesa a través de la publicació de La donna e i suoi Rapporti Sociali in Occasione della revisione del Codice Italiano (La dona i les seves relacions socials amb motiu de la revisió del Codi italià).
En el Codi de Família de 1865, les dones no tenien dret a exercir la tutela sobre els seus fills legítims, ni tan sols el de ser admeses en oficines públiques. Les dones, si es casaven, no podien gestionar els diners guanyats amb la seva feina, perquè això corresponia al seu marit. Per tant, es va establir «l'autorització del marit» per poder vendre o no els seus bens (fins al 1919).
En 1867, el diputat Salvatore Morelli presenta el primer projecte de llei per permetre a les dones votar; la proposta és rebutjada pels vots de la Cambra dels Diputats.
Apareixen els primers diaris i les primeres associacions feministes. En 1868. Gualberta Alaide Beccari comença la publicació de la revista Donne (Dones) a Pàdua.
Pel que fa a l'educació, les dones obtenen accés a escoles secundàries i universitats el 1874, encara que moltes escoles van continuar rebutjant les inscripcions de les dones (el 1900 hi havia 250 dones inscrites a les universitats, mentre que a les escoles secundàries n'hi havia 287). En 1877, Ernestina Paper, una jueva d'origen rus transferida a Itàlia, és converteix en la primera dona a graduar-se en medicina a Itàlia.
En 1879, Anna Maria Mozzoni funda a Milà una lliga per a promocionar els interessos de les dones i reivindicar el sufragi femení. Tanmateix, cada projecte de llei per amplir (fins i tot de manera limitada) el vot a les dones és rebutjat pel Parlament italià.

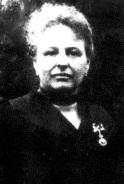
Anna Maria Mozzoni
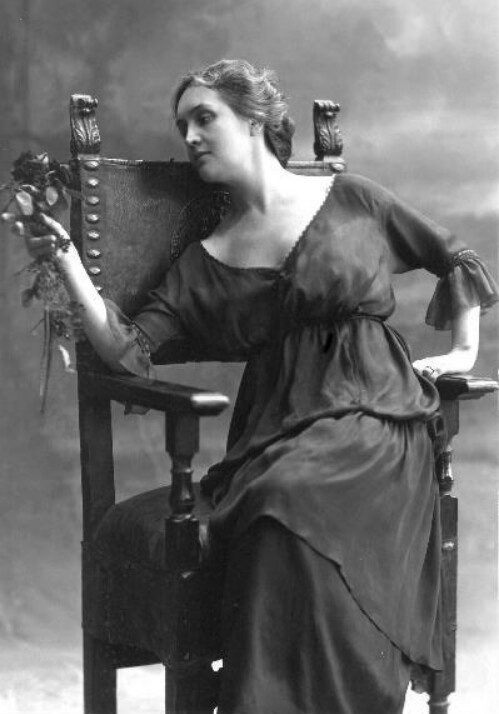
Sibilla Aleramo
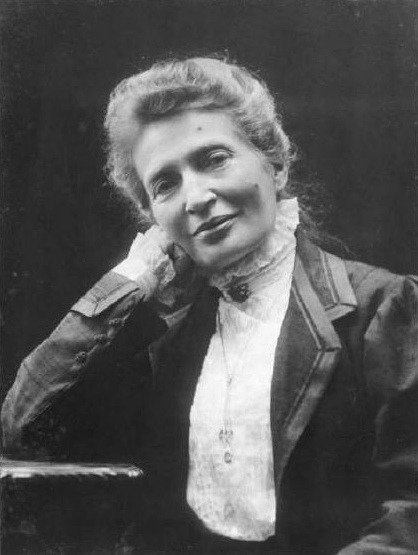
Anna Kuliscioff
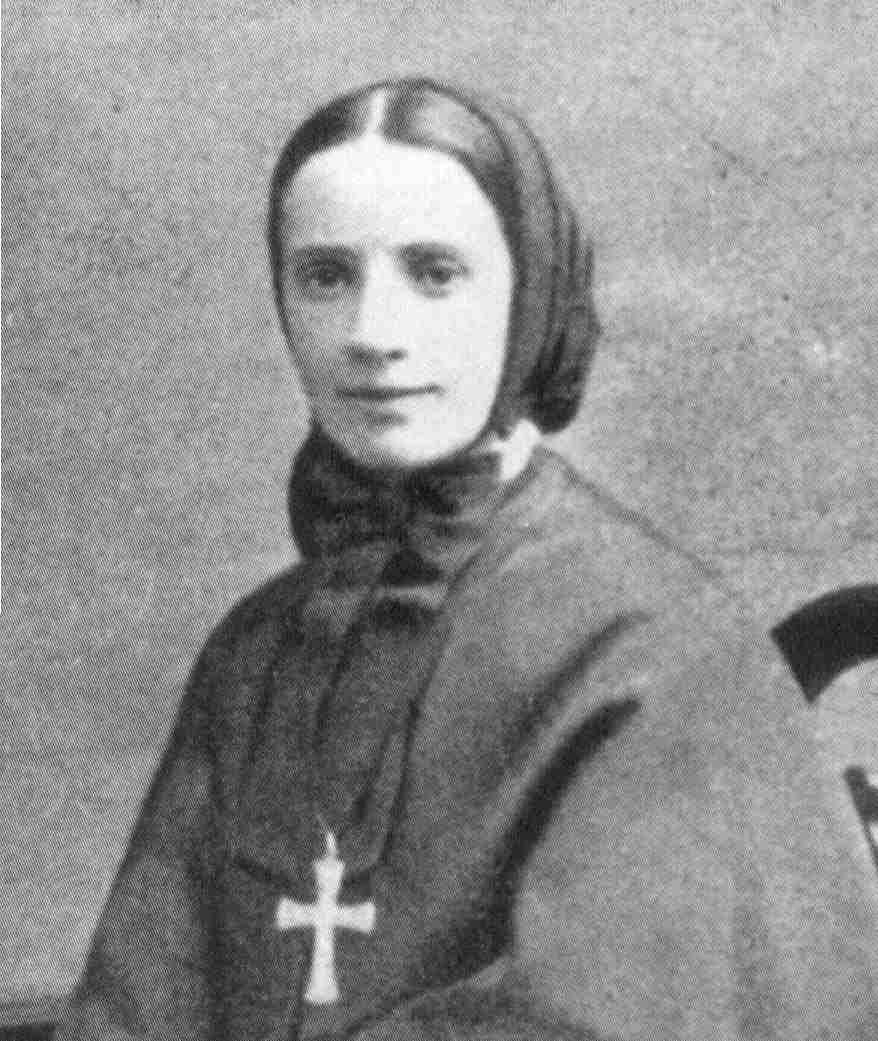
Francesca Saverio Cabrini

Fins a 1890, només vint dones van obtenir un títol universitari a Itàlia; encara moltes professions romanen exclusivament per a homes. Llicenciada en Dret en 1881, Lidia Poët esdevé en el 9 d'agost de 1883 en la primera dona inscrita en Col·legi d'Advocats (Ordine degli Avvocati), però la seva inscripció és revocada per ordre del poder judicial i no és readmesa oficialment fins al 1920. El nombre de dones graduades va augmentar fins a 237 en la dècada següent. Les académiques italianes de finals del segle xix, des de l'astrònoma Caterina Scarpellini fins a l'arqueòlega Ersilia Caetani Lovatelli (primera dona que va entrar a l'Acadèmia del Lincei el 1879), pertanyen encara a les generacions de dones erudites que s'havienn format fora del marc universitari.
Els canvis legislatius són molt lents. El major progréses va obtenir on l'explotació laboral era més gran, però també on la concentració femenina era més significativa (en camps i fàbriques). Sota la influència de les líders socialistes, com Anna Kuliscioff i Angelica Balabanoff, les dones s'organitzen per a establir els primers sindicats de dones treballadores. En 1899, Ersilia Majno va fundar a Milà la Unione femminile nazionale (Unió femenina nacional, UFN) amb un grup de dones socialistes; el 1903 es crea la secció romana per iniciativa d'Anna Fraentzel Celli. També es realitza un progrés significatiu en l'organització de les treballadores agrícoles. Argentina Altobelli es troba entre les fundadores de la Federazione nazionale dei lavoratori della terra (Federació Nacional dels Treballadors de la Terra) el 1901, i el 1906 n'esdevé secretària (càrrec on romandrà en els següents vint anys fins a la dissolució de l'organització pel règim feixista). El 1902 es va aprovar una primera llei per protegir el treball de les dones (i de lla mainada). Es va prohibir que treballessin en mines i es va limitar a dotze hores la jornada laboral.
També s'obren noves oportunitats per a les dones que abracen la vida religiosa. Les dones religioses italianes del segle xix ja no són només místiques actives en els convents de clausura. El compromís solidari es transforma en un compromís social de rellevància pública, com en el cas de la germana Benedetta Cambiogio Frassinello, fundadora de les Germanes Benedictines de la Providència (1856), o la germana Francesca Saverio Cabrini, fundadora a Codogno de la congregació de les Germanes missioneres del Sagrat Cor de Jesús (1880), qui, després d'emigrar als Estats Units d'Amèrica, va construir una xarxa d'asils, escoles, internats per a noies estudiants, residències d'ancians per a laics i religiosos, i hospitals.
La batalla per l'emancipació de les dones i el dret de vot a les dones va tornar a sorgir a principis del segle xx. En 1904 es forma el Consiglio delle Donne Italiane (Consell Nacional de Dones italianes, CNDI), adherit al Consell Internacional de les Dones; la seva presidenta és Gabriella Rasponi Spalletti. El CNDI organitza a Roma, en Campidoglio, el 23 d'abril de 1908 el primer Congrés de Dones Italianes, inaugurat per la reina Helena de Montenegro i al qual van estar presents moltes dones nobles. El seu objectiu va ser estendre el dret de vot a les dones de les classes més altes.
Amb el Reial Decret d'agost de 1905, les dones són admeses a l'ensenyament a les escoles d'ensenyament mitjà.
Amb la Llei 816/1907 hi ha una prohibició del treball nocturn per a les dones de qualsevol edat.
Les dones catòliques també s'organitzen, sota la guia de la marquesa Maria Cristina Giustiniani Bandini, amb una agenda més conservadora en línia amb les directrius de l'església i sota el control de les jerarquies eclesiàstiques; el 1908 es crea la Unione delle Donne Cattoliche Italiane (Unió de les Dones Catòliques Italianes, UDACI), i després la Unione Femminile Cattolica (Unió Femenina Catòlica). També en l'àmbit catòlic, però en la seva variant de l'esquerra popular s'alcen les veus d'Adelaide Coari i d'Elisa Salerno, fundadora el 1909 del diari La donna e il lavoro (La donna i el treball).
Amb la Llei 520 de 17 de juliol de 1910 es va establir la Cassa di Maternità (Casa de la Maternitat), que permet una subsidi fix, no proporcionat al salari, per a la baixa obligatòria.
Al maig de 1912, durant el debat del projecte de llei de la reforma electoral, que hauria estès el vot als homes analfabets, els diputats Giuseppe Mirabelli, Claudio Treves, Filippo Turati i Sidney Sonnino proposen una esmena per concedir el vot també a les dones, però el primer ministre Giovanni Giolitti s'hi oposa enormement, definint-ho com «un salt al buit». La qüestió, ajornada per ser examinada per una comissió especial, queda arraconada.
En el camp de la cultura, entre les dones més famoses del Regne d'Itàlia, hi ha la directora de cinema Elvira Notari; les actrius Eleonora Duse, Lyda Borelli i Francesca Bertini); les escriptores Matilde Serao, Sibilla Aleramo, Carolina Invernizio, Ida Baccini, Ada Negri i Grazia Deledda (guanyadora del Premi Nobel el 1926); les sopranos Luisa Tetrazzini i Lina Cavalieri, i les pedagogues Giulia Cavallari Cantalamessa i Maria Montessori, la qual, el 1896, es va convertir en la tercera dona a graduar-se en medicina.
Amb la Primera Guerra Mundial, els llocs de treball ocupats pels homes que eren enviats al front van ser ocupats per dones (al camp, a les fàbriques i a l'administració pública), amb percentatges que van arribar al 80% de dones treballadores en alguns sectors. L'enorme contribució de les dones a la causa de la guerra va fer tornar al final del conflicte el debat sobre la condició legal de les dones a Itàlia.
La Llei 1179, de 17 de juliol de 1919, coneguda com la «Llei Sacchi», aboleix «l'autorització del marit» i autoritza ales dones a entrar a totes les oficines públiques, excepte en el poder judicial, la política i l'exèrcit. Tant el Partit Socialista com el Partit Popular ara donen suport a la causa del sufragi femení.

## El periode feixista (1922-1943)
Al principi, el moviment feixista manté una actitud ambigua: d'una banda, declara el seu favor cap a la concessió del vot administratiu a les dones, d'altra banda, les seves esquadrades feien protestes contra les dones treballadores, acusant-les de prendre el treball als homes.
El 1923, el mateix Benito Mussolini es compromet amb el 9è Congrés de l'Aliança Internacional Femenina (que té lloc a Roma el 14-19 de maig) per ampliar, encara que amb certes condicions, el vot administratiu a les dones.
Amb el Reial Decret 1054 de 6 de maig de 1923, amb la Reforma Gentil, es prohibeix a les dones la direcció de les escoles mitjanes i secundàries. El 22 de novembre de 1925 també es va aprovar una llei en aquest sentit, els efectes dels quals es van anul·lar immediatament per la Reforma Podestaril del 4 de febrer de 1926, que aboleix el vot administratiu.
Amb l'establiment del règim feixista, els drets de les dones pateixen un retrocés radical; la ideologia feixista veu que el deure principal de les dones és la procreació. Una sèrie de lleis tenen com a objectiu forçar a les dones italianes de nou i exclusivament al seu paper de esposes i mares; per exemple, el Reial Decret 2480 del 9 de desembre de 1926, per a dones que ensenyen a les escoles secundàries (art. 11), donava a les dones l'exclusiva d'instruir en les institucions magistrals. Aquest decret es va cancel·lar el 1944. El Codi de família també va ser modificat pel feixisme, col·locant les dones en un estat de submissió total davant del seu marit. Si fins i tot s'impulsa el celibat masculí (a partir de 1926 ja no és un privilegi per a l'anàleg femeni), ja que es confirma que la «dona és objecte de l'elecció de l'home».
El 20 de gener de 1927, els salaris de les dones es van reduir per decret a la meitat en comparació amb els dels homes.
Fins i tot en el nou Codi Penal es confirmen totes les normes contraries a les dones, afegint l'article 587 que incloïa la reducció d'un terç de la pena per a qualsevol que assassinès a la seva dona, filla o germana per defensar el seu honor o familiar (l'anomenat «crim d'honor»).

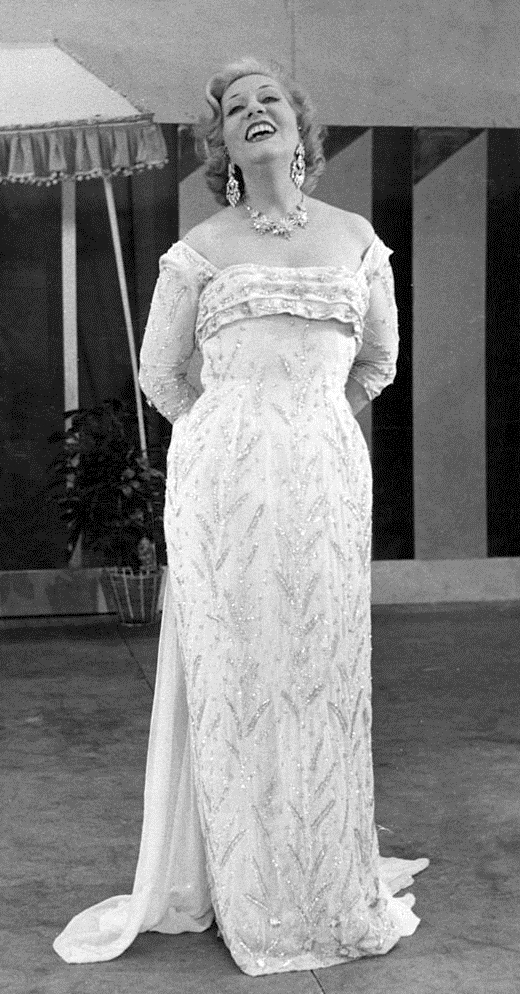
Wanda Osiris
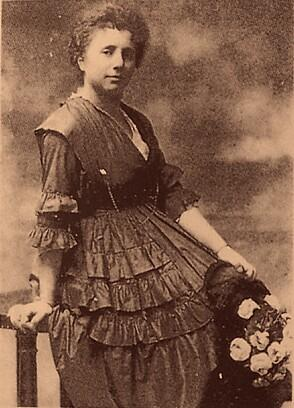
Margherita Sarfatti
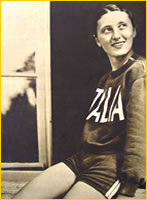
Ondina Valla
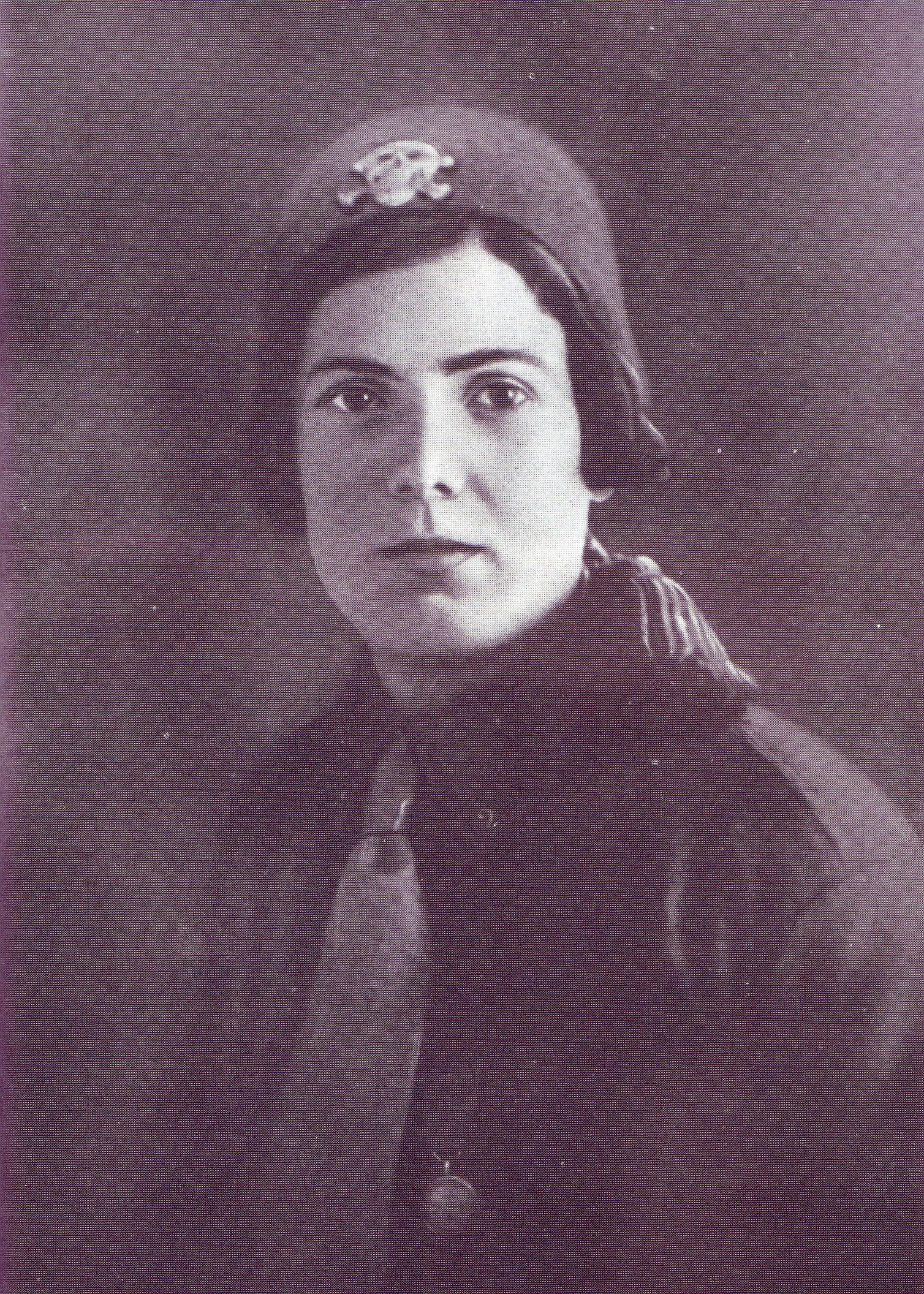
Ines Donati

La posició del feixisme es veu reforçada per la seva coincidència amb la de l'església amb la qual els seus lligams es fan més propers després dels Pactes del Laterà de 1929. En l'encíclica Casti Connubii (1930), el paper principal de les dones es reitera com a mare i es va condemnar com a «contra la natura» qualsevol idea de paritat entre els sexes. Les associacions catòliques femenines, dirigides per Armida Barelli, van ser de les poques que el règim va permetre existir i per a moltes dones catòliques seran un lloc important de formació de la seva futura activitat política. Les autoritats també van concedir a les dones jueves establir la seva pròpia associació a partir de 1927, l'Associazione donne ebree d'Italia (Associació de dones jueves d'Itàlia, ADEI), que sota la direcció de Vittoria Pisa Cantoni i Gabriella Ravenna Falco realitzarà un paper important en l'àmbit social i el voluntariat durant els anys difícils del règim, les lleis racials i la Segona Guerra Mundial.
La retòrica feixista millora el paper de suport de la dona italiana i fomenta el paper de sotmetiment a la família (Rachele Guidi), o en l'entreteniment dels homes italians en el camp dels espectacles (Luisa Ferida, Wanda Osiris).
Es promociona l'activitat física de les joves com a complement a la seva feminitat, i en aquest sentit se celebra la medalla de plata assolida per les gimnastes italianes en la primera participació femenina d'Itàlia als Jocs Olímpics d'Estiu de 1928. Però hi ha un temor que la dona a través de l'esport pugui adquirir massa independència i llibertat, i així, fins i tot amb la pressió del Vaticà, cap dona atleta és enviada per representar a Itàlia als Jocs Olímpics d'Estiu de 1932. La medalla d'or d'Ondina Valla (la primera en l'absolut d'una atleta italiana en un esdeveniment esportiu internacional) en els següents Jocs Olímpics de Berlín el 1936 s'accepta amb una barreja d'orgull (per a la ressonància internacional que el fet va rebre) i de preocupació que la dona no travessi les fronteres rígides creades per la ideologia feixista.
Amb el Codi Rocco de 19 d'octubre de 1930 s'estableix que «la dona adúltera sigui castigada fins a un any de presó».
Amb la Llei 22/1934, es concedeix a l'administració pública que pugui discriminar les dones en la contractació, excloent-les d'una sèrie d'oficines públiques. També en el mateix any, amb la Llei 653/1934, es limita a les dones l'accés a treballs insalubres, subterranis, nocturns i algunes feines considerades «moralment» perilloses. Per a les dones que han computat 15 anys, l'horari laboral no pot superar les 11 hores diàries.
El feixisme celebra les seves heroïnes i militants des del principi (com Ines Donati), però totes les activitats públiques autònomes de dones (fins i tot en suport del règim) són ara severament reprimides. L'única dona a la qual encara es concedeix una mica de visibilitat política és Margherita Sarfatti qui, amant i consellera de Benito Mussolini, el 1926 va publicar Dux , una biografia apologètica del Duce, traduïda en 18 idiomes. En aquesta situació hi ha relativament poques dones dedicades als moviments antifeixistes: 748 dones van ser processades per crims polítics pel Tribunal especial, de les quals unes 500 van ser condemnades. Entre aquestes hi ha Camilla Ravera, arrestada en 1930 i condemnada a 15 anys de presó confinada; la dona, qui va morir gairebé a 99 anys en 1988, va rebre el càrrec de senadora vitalícia el 1982 pel llavors president de la República Sandro Pertini. Les úniques dones a ser capaces de permetre's una actitud rebel i no conformista, i mantenir una certa llibertat d'acció són les dones «intocables» del règim a causa dels seus vincles familiars: Ernesta Bittanti Battisti (vídua de Cesare Battisti), Edda Mussolini Ciano, i Maria Josep de Bèlgica.
Les lleis racials de 1938 infligeixen un altre cop dur a l'emancipació femenina a Itàlia, perquè un bon percentatge de les poques dones acadèmiques italianes eren jueves, des de Anna Foà fins a Enrica Calabresi.
El mateix any, amb el Reial Decret Llei de 1938, es prohibeix als empresaris públics i privats que més del 10% de la plantilla siguin dones, excepte els treballs considerats especialment «adequats» per a dones.
Al maig de 1939, amb la Llei 917 promulgada per Víctor Manuel III el 22 de maig de 1939, es va establir la Medalla d'Honor per a les mares de famílies nombroses, destinat a les mares de famílies nombroses i que la duien a la part esquerra del pit, en ocasions de totes les festes nacionals, actes civils i funcions públiques.

## La resistència (1943-1945)

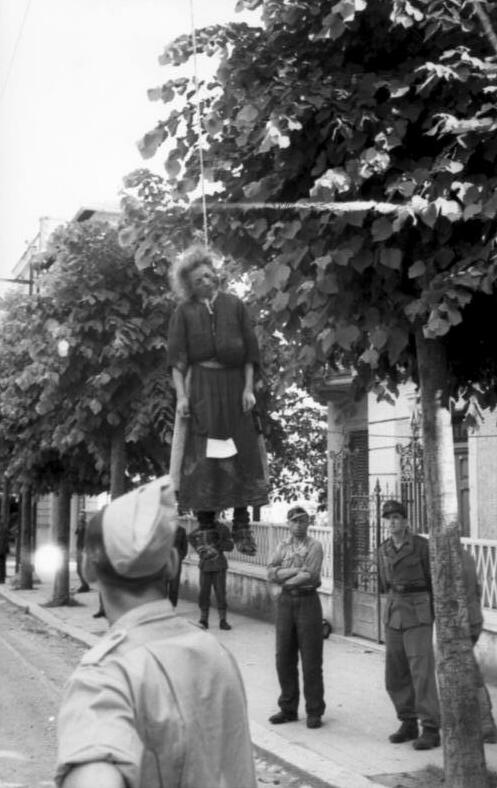
Dona penjada pels nazi-feixistes d'un arbre en Roma. Té un cartell a la faldilla amb els càrrecs pels quals va ser executada sumàriament. Al seu voltant, soldats alemanys. Fotografia de propaganda de guerra nazi, del Deutsches Bundesarchiv, 1944

Després de l'experiència del feixisme i dels primers anys de la Segona Guerra Mundial, la resistència ofereix a les dones italianes la primera oportunitat de la seva presència en massa en els esdeveniments polítics del seu país. Ja al novembre de 1943 es creen els Gruppi di difesa della donna (Grups de defensa de les dones), dirigits per Caterina Picolato, que reuneixen grups de dones antifeixistes de tots els orígens amb l'objectiu de mobilitzar les dones contra l'ocupació alemanya.
D'entre les dones que van participar en la Resistència italiana, 75.000 pertanyien als grups de defensa, 35.000 eren partisanes, 4563 van ser detingudes, torturades o condemnades, 623 afusellades o assassinades, 2750 deportades, 512 comisàries de guerra, i 19 condecorades amb la Medalla d'Or. Van ser el 20 per cent de les persones participants en el moviment de resistència, sense comptar les moltes dones que van actuar com a suport. La majoria de dones van participar donant suport logístic a les formacions militars o com a enllaços entre els membres de la resistència, però per primera vegada moltes també van participar en operacions de combat, en alguns casos amb funcions de comandament.
El 18 d'abril de 1944, contemporània a la Resistència, a la República Social Italiana va néixer el Cos femení voluntari per al serveis auxiliars de les Forces Armades Republicanes, més conegudes amb el nom de Servei Auxiliar Femení (Servizio Ausiliario Femminile, SAF), que va ser actiu fins a 1945. Les seves components, totes voluntàries, van fer tasques com a auxiliars. Moltes d'elles van ser torturades i assassinades.
En les zones controlades pels partisans, les dones també van cobrir rols de responsabilitat institucional, com en el cas de Gisella Floreanini a la República Partisana de l'Ossola, entre setembre i octubre de 1944.
El setembre del 1944, es forma a Roma la Unió de Dones Italianes (Unione donne italiane, UDI), per iniciativa de dones del Partit Comunista Italià (Partito Comunista Italiano, PCI), Partit Socialista Italià (Partito Socialista Italiano, PSI), Partit d'Acció (Partito d'Azione, PdA), Esquerra Cristiana (Sinistra Cristiana) i del Partit Democràtic del Treball (Partito Democratico del Lavoro).
A l'octubre de 1944, els moviments de dones, representats oficialment en el Comitè d'Alliberament Nacional (Comitato di Liberazione Nazionale), formen un comitè a favor del sufragi femení, indicant en aquest objectiu el reconeixement del compromís de les dones en la Resistència.
Amb el Decret Legislatiu 23 del 1r de febrer de 1945, es reconeix el sufragi femení, en una proposta compartida per Alcide de Gasperi i Palmiro Togliatti, però no es permet a les dones presentar-se a qualsevol càrrec electoral. Un mes després, el 8 de març de 1945, la UDI pren la iniciativa de celebrar, amb la guerra encara no finalitzada, el primer Dia de la Dona a les zones alliberades d'Itàlia.
Immediatament després de l'alliberament, Elena Fischli Dreher (1913-2005), partisana pertanyent a Justícia i Llibertat (Giustizia e Libertà), va ser la primera dona a Itàlia a tenir un càrrec públic: Assessora a l'Assistència i Beneficència a Milà.

## La Primera república (1948-1994)
A partir de la postguerra, es van promulgant lleis més liberals amb relació a les dones, i s'eliminen totes les limitacions que se'ls va imposar durant el feixisme. El final de la Segona Guerra Mundial a Itàlia (el 25 d'abril de 1945) marca un punt d'inflexió en la condició de les dones en aquell país. La vigília de les eleccions administratives, les primeres en què les dones podien votar i presentar-s'hi, la festa del 8 de març de 1946 es va celebrar a tot Itàlia i va veure la primera aparició del seu símbol, la mimosa comuna (Acacia dealbata), que floreix a començament de març, segons una idea de Teresa Noce, Rita Montagnana i Teresa Mattei. Les eleccions administratives van tenir lloc a partir del 10 de març de 1946 en cinc voltes, i hi va haver una gran participació. Per primera vegada hi havia dones elegides en les administracions locals.
El 10 d'abril de 1946, durant el Govern de De Gasperi I, Ninetta Bartoli es converteix en la primera dona alcaldesa a Itàlia, càrrec que va exercir durant dotze anys, fins a 1958. La segona dona alcaldessa va ser Ada Natali (del 1946 fins al 1958) i. Maria Chieco Bianchi en va ser la tercera (de 1949 fins al 1954).
La participació de les dones en unes eleccions es repeteix el 2 de juny de 1946 per a les primeres eleccions generals. En aquesta ocasió es va lliurar als votants la butlleta per a l'elecció entre la Monarquia i la República (l'anomenat Referèndum constitucional italià de 1946) i la butlleta per a l'elecció dels membres de l'Assemblea Constituent. Vint-i-una dones van ser elegides a l'Assemblea Constituent; cinc de les quals (Maria Federici, Angela Gotelli, Nilde Iotti, Teresa Noce i Lina Merlin) van formar part de la Comissió per a la Constitució encarregada de desenvolupar i proposar el projecte de la Constitució republicana. Després del treball de més d'un segle, el dret a la igualtat de gènere i la igualtat social entre l'home i la dona és sancionada als articles 3, 37 i 51 de la Constitució italiana, que es va promulgar el 27 de desembre de 1947 i va entrar en vigor el 1r de gener de 1948.
L'empenta per a l'emancipació de les dones es atenuada amb la consecució del dret de vot, i continua amb petites passes.

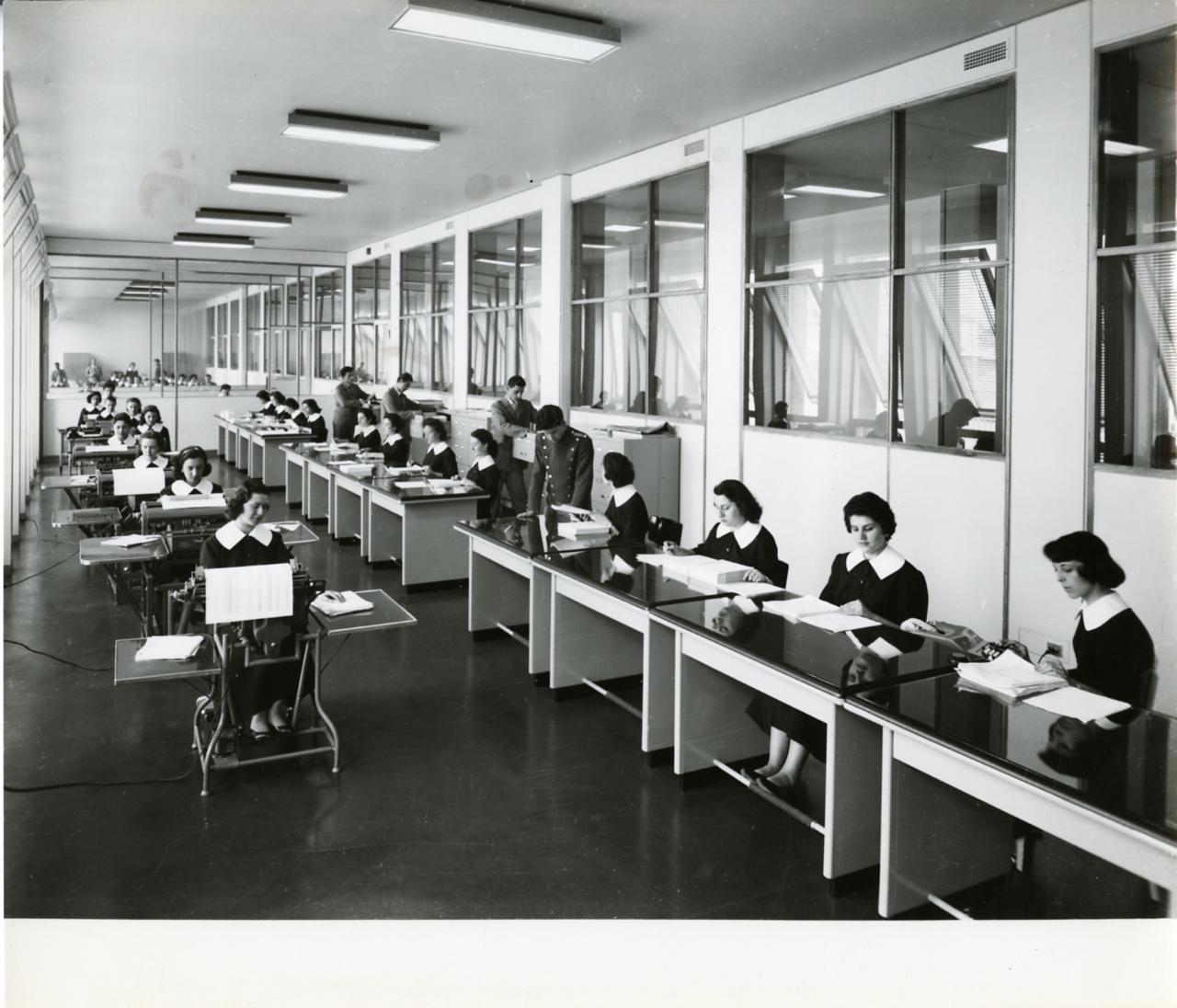
Dones treballadores d'una gran oficina a Milà. Fotografia de Paolo Monti, 1960
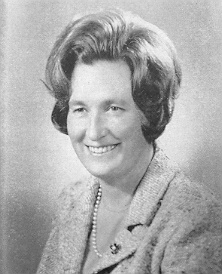
Tina Anselmi (1927-2016), la primera dona a ocupar el càrrec de ministra (1976)
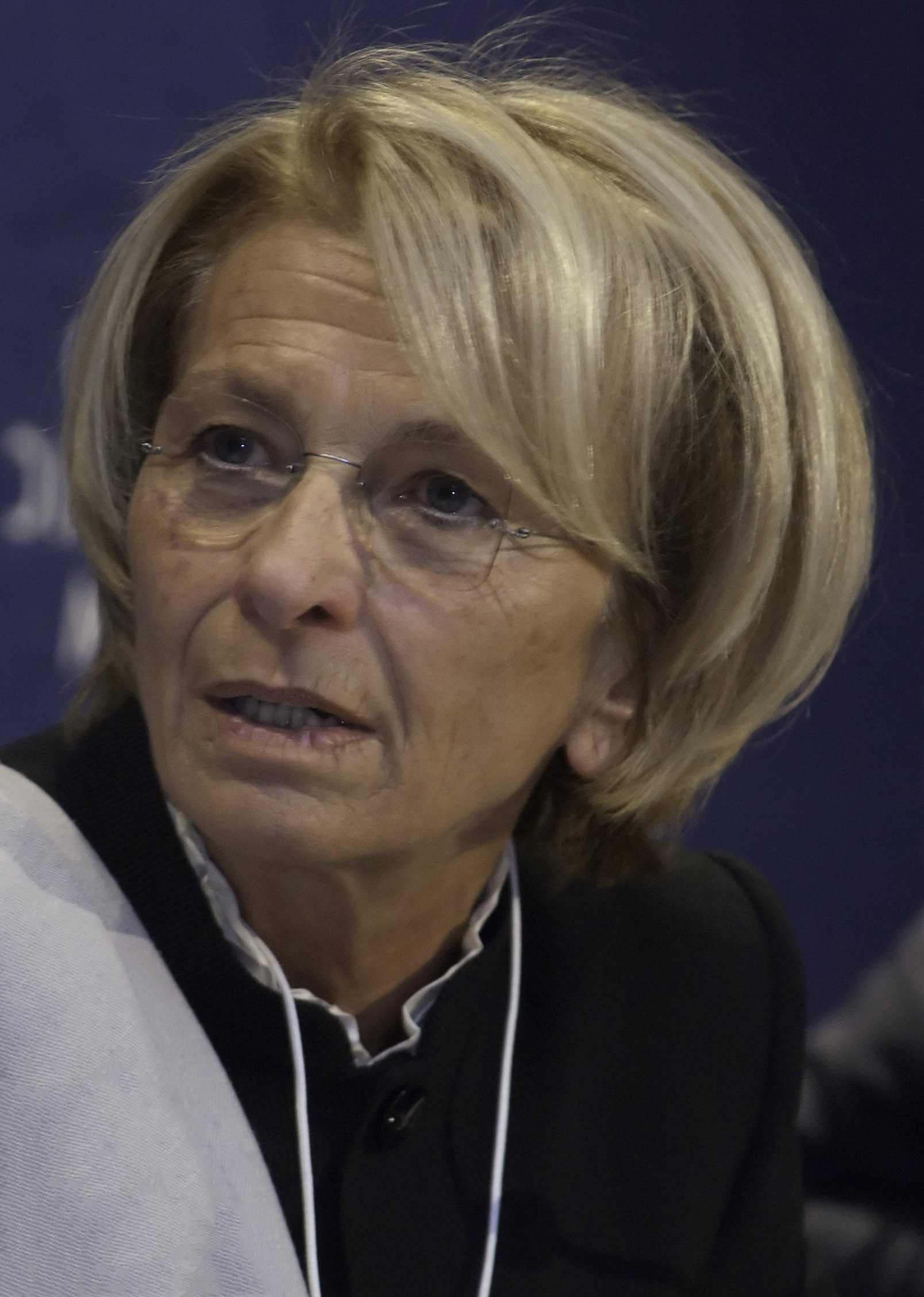
Emma Bonino
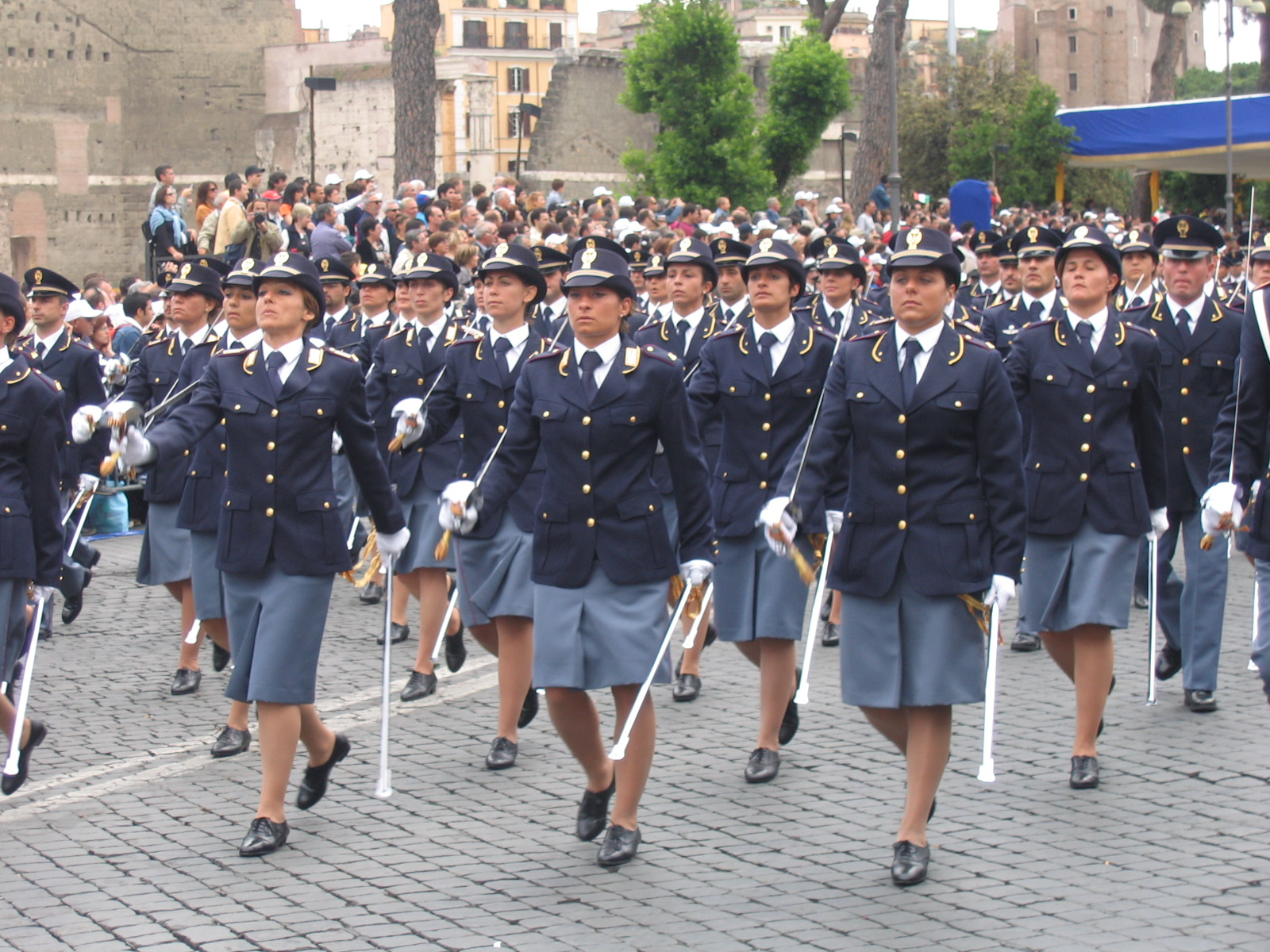
Inspectores de la Policía de l'Estat

El 8 de maig de 1948, després de les eleccions polítiques italianes de 1948 i amb el president Alcide de Gasperi, Lina Merlin, de seixanta anys, és la primera dona que entre en el Senat al llarg de la història d'Itàlia. Quaranta-cincdones van ser elegides a la Cambra dels Diputats (7,1%) i quatre al Senat (1,2%).
Amb la Llei 860, de 26 d'agost de 1950, i la Llei 986 del mateix any queda prohibit l'acomiadament de les treballadores durant el període de gestació i durant el permís obligatori de maternitat, que va des del part fins a vuit setmanes després del part. A més, es reitera l'obligació dels empresaris d'establir les «sales de lactància».
El 27 de juliol de 1951, Alcide de Gasperi nomena la primera dona en un govern, la demòcrata cristiana Angela Maria Guidi Cingolani, a qui confia la subsecretaria d'artesania del Ministeri de la Indústria i el Comerç.
Amb la Llei 1064, de 31 d'octubre de 1955, queden abolides les inicials dels noms dels pares del registre civil, un fet fonamental per suprimir la diferència entre els fills naturals i legítims.
Amb la Llei 741, de 1956, s'estableix la igualtat de remuneració entre homes i dones. En el mateix any, les dones són admeses en els jurats populars i com a membres dels tribunals per a menors d'edat.
El 20 de febrer de 1958, el Govern de Zoli aprova la Llei Merlin, que aboleix l'explotació estatal de la prostitució i la vulneració dels drets de les prostitutes. Amb la Llei 339, del 2 d'abril, es regula el treball domèstic.
Amb la Llei 1083, de 7 de desembre de 1959, neix el Cos de Dones Policia, amb competències sobre dones i menors d'edat, que estarà actiu des del 1r de març de 1961 fins a la seva supressió el 1r d'abril de 1981, quan s'integra a la Policia de l'Estat. Les primeres dones a entrar a la policia ho van fer en 1960. També el 1959, planteja un escàndol real la publicació del llibre de Gabriella Parca Le italiane si confessano (Les italianes es confessen), en el qual es denuncien les prevaricacions, abusos i els milers de prejudicis comuns que encara caracteritzaven la societat italiana.
L'any següent, el 16 de juliol de 1960, dotze anys després de l'entrada en vigor de la Constitució, es comença a aplicar la paritat salarial entre homes i dones.
Amb la Llei 7, de 9 de gener de 1963, es va establir la prohibició de l'acomiadament de les dones treballadores a causa del matrimoni i les clàusules de solteria queden prohibides definitivament. A partir del 9 de febrer de 1963, amb la Llei 66, es concedeix a les dones el dret a formar part del poder judicial. Les vuit primeres dones hi entraran el 5 d'abril de 1965. La Llei 389, de 5 del març de 1963, preveu una assegurança facultativa per a les mestresses de casa, i proporciona una pensió de jubilació o discapacitat a les mestresses de casa que no siguin pensionistes ni estiguin inscrites a l'assegurança general obligatòria o a una altra forma d'assegurança. El 26 de juny de 1963, Marisa Cinciari Rodano es converteix en la primera vicepresidenta de la Cambra de Diputats, càrrec que va ocupar entre 1963 i 1968.

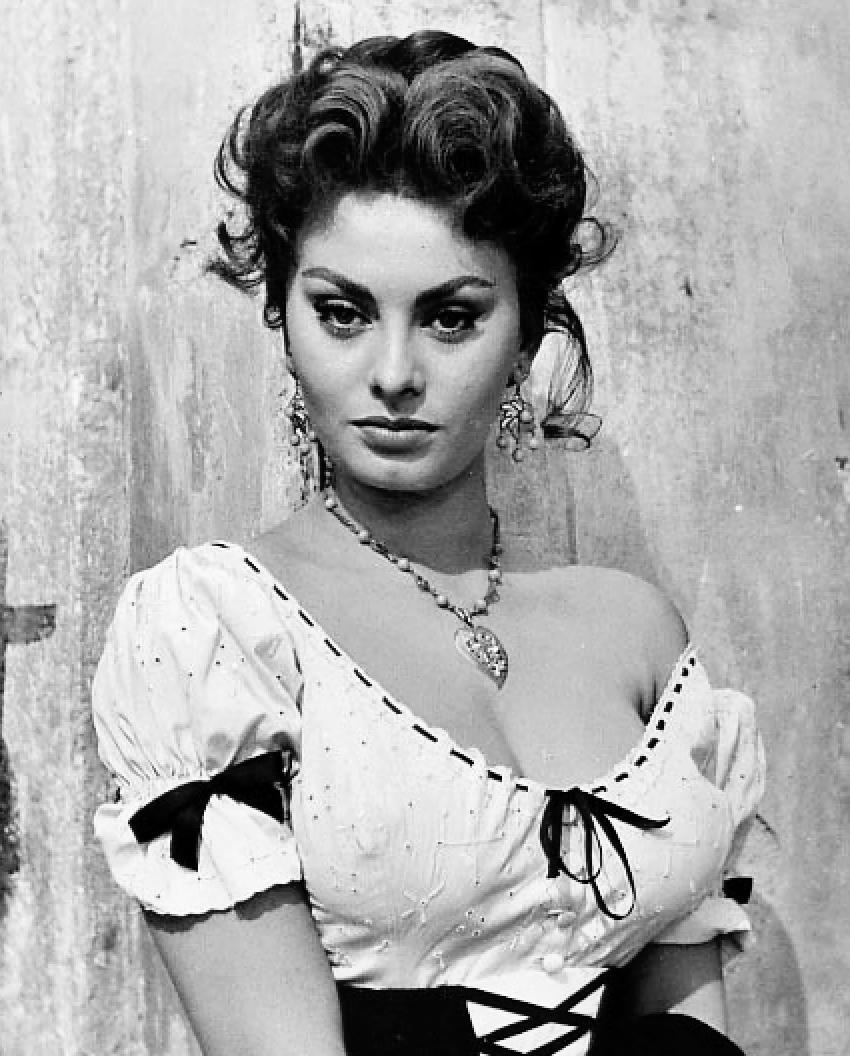
Sophia Loren
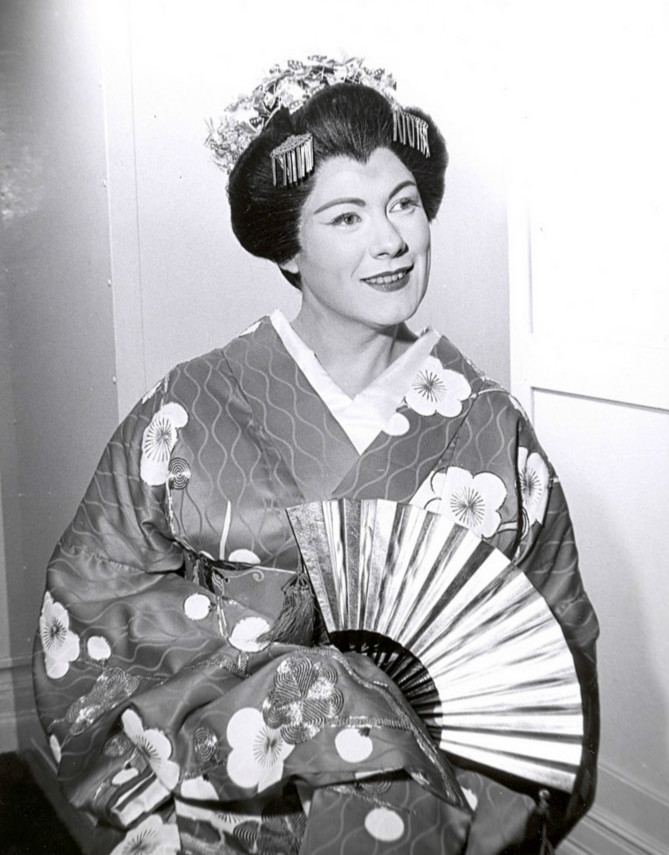
Renata Tebaldi
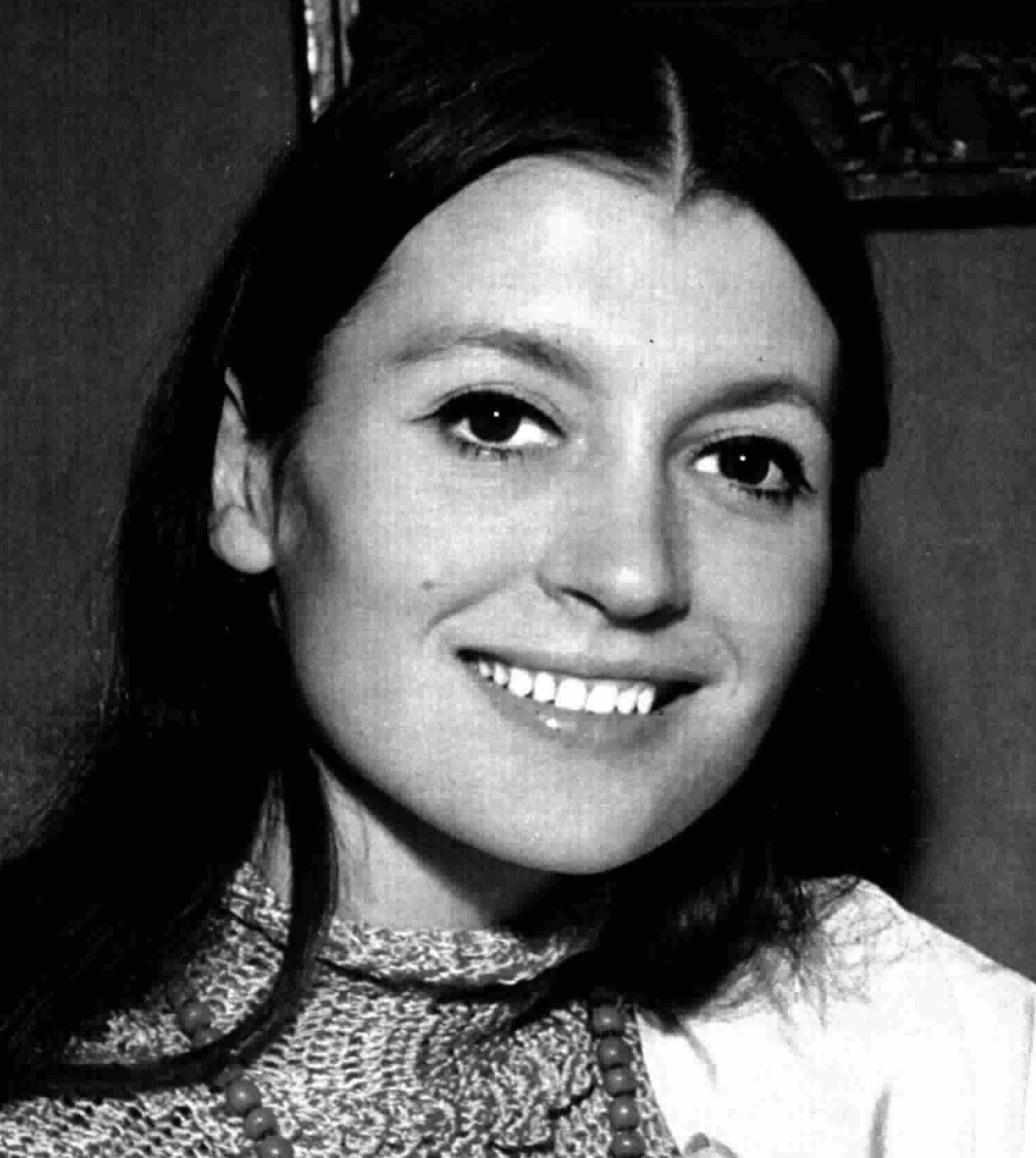
Carla Fracci
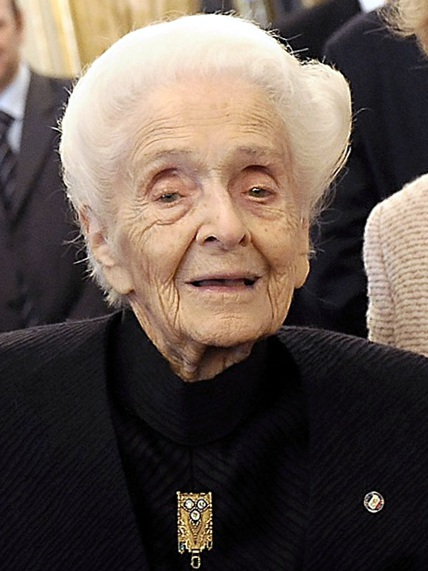
Rita Levi-Montalcini

Al gener de 1966, Franca Viola, de divuit anys d'edat, va ser la primera dona a rebutjar el «matrimoni reparador». Quaranta-vuit anys més tard, el 8 de març de 2014, amb motiu del Dia de la dona, Franca Viola va rebre, en el Palau del Quirinal (residència del president de la República), la insígnia de Gran Oficial de l'Orde al Mèrit de la República Italiana de mans del president de la República Giorgio Napolitano.
A finals de la dècada del 1960, sota la influència dels esdeveniments europeus i mundials, i del maig del 68, van aparèixer també a Itàlia grups feministes, els quals no només reivindicaven l'aplicació del principi constitucional d'igualtat, sinó que també van accentuar en qüestions legals específiques per a dones, com el divorci, l'avortament, la contracepció i la lluita contra el masclisme. El debat sobre la condició femenina a Itàlia pateix una forta acceleració i l 20 de desembre de 1968, els articles del Codi Penal que penalitzaven de manera diferent l'adulteri femení i el masculí són declarats inconstitucionals (els homes només eren castigats en cas de concubinat), i es fa efectiu a partir del 3 de desembre de 1969.
El 1r de desembre de 1970, després de cinc anys de propostes (la primera proposta va ser de Loris Fortuna), durant el Govern de Colombo, es legalitza el divorci. La decisió va ser confirmada pel referèndum del 12 i 13 de maig de 1974 en què es demanava si es volia o no derogar la nova llei del divorci.
També durant el Govern de Colombo, amb la Llei del 30 de desembre de 1971, es prohibeix l'acomiadament de dones embarassades.
En 1974 es va iniciar la primera recollida de signatures per a un referèndum per a legalitzar l'avortament, però no es van obtenir les 500.0000 signatures necessàries. A la primavera de 1975 es recullen més de 800.000 signatures per demanar un nou referèndum.
El 19 de maig de 1975 s'aprova el nou Codi de Dret de la Família, que per primera vegada garanteix la igualtat legal entre els cònjuges i la possibilitat de la separació de bens.
El 29 de juliol de 1976, sota el Govern d'Andreotti III, la democristiana Tina Anselmi esdevé la primera dona ministra (fins al març de 1978) i la primera dona que va ocupar el càrrec de ministra de Salut (del 1978 fins al 1979).
El 4 de novembre de 1976 Maria Adelaide Aglietta esdevé la primera dona secretària d'un partit polític.
La Llei del 9 de desembre de 1977 preveu la igualtat de tractament entre l'home i la dona en el treball; cinc mesos més tard, amb la Llei del 22 de maig de 1978, es legalitza l'avortament a Itàlia (decisió confirmada pel referèndum del 17 de maig de 1981).
El 20 de juny de 1979, Nilde Iotti, sota el Govern d'Andreotti V, ocupa el càrrec de presidenta de la Cambra de Diputats, càrrec que ocuparà tres vegades fins al 22 d'abril de 1992 (durant 12 anys i 10 mesos). La seva elecció es va definir revolucionària pel que fa a la condició de la dona, en aquell moment encara patriarcal, amb el «matrimoni reparador» encara en vigor i la violació impune. Només dos anys més tard, durant el final del mandat de Nilde Iotti, el 16 d'abril de 1994, una dona de trenta-un anys, la diputada de la Lliga Nord Irene Pivetti, va ocupar aquest càrrec, però només durant dos anys.
El 5 de setembre de 1981, sota el Govern de Spadolini I, s'aboleix el delicte d'honor (que consistia en una disminució de la pena per a l'assassí si matava per honor) i el «matrimoni reparador» (si el violador acceptava casar-se amb la dona que havia violat no era castigat). El 30 de novembre de 1981 Anna Nenna d'Antonio esdevé la primera dona a assolir el càrrec de presidenta Regional.
El 8 de gener de 1982, Camilla Ravera, de 93 anys d'edat, és la primera dona a ser nomenada senadora vitalícia, durant la presidència de Sandro Pertini.
El 1r de desembre de 1982, sota el Govern de Fanfani V, Franca Falcucci és la primera dona a ocupar el càrrec de ministra d'Educació (fins al 1987) i la segona dona que obté el càrrec de ministra a Itàlia.
El 19 d'abril de 1983, Elda Pucci es la primera dona alcadessa d'una gran ciutat, Palerm.
El 12 de juny de 1984, juntament amb altres països europeus, es va establir el Comitè Nacional de paritat i igualtat d'oportunitats entre l'home i la dona a la Presidència del Consell, presidida per Elena Marinucci.
Amb la Llei 74, de 6 de març de 1987, la llei de divorci es modifica la llei del divorci, que disminueix de cinc a tres anys el període de separació matrimonial abans d'accedir-hi; aquest període baixa fins a un any i mig amb la Llei 55 de 6 de maig de 2015. El 29 de juliol de 1987, durant el Govern de Goria, Rosa Russo Iervolino és la primera dona que ocupa el càrrec de ministra de Solidaritat Social, i després, durant el Govern d'Andreotti VI, és ministra de Treball i Seguretat Social.
Amb la Llei 546, de 29 de desembre de 1987, es reconeixen els drets laborals de les dones autònomes, pageses, mitgeres, les emprenedores agrícoles, artesanes i comerciants.
El 13 d'abril de 1988, durant l'inici del Govern de Mita, Vincenza Bono es la primera dona nomenada ministra per als Bens i Activitats Culturals, fins al 19 de maig de 1989. Des de 1989 les dones tenen accés a les magistratures militars.
Amb la Llei 379, de l'11 de desembre de 1990, durant el Govern d'Andreotti VI s'estableix la indemnització per maternitat per a les professions liberals.
El 12 d'abril de 1991, durant el Govern d'Andreotti VII, Margherita Boniver és nomenada ministra per als Italians al Món, i també va ser la primera dona a ocupar el càrrec de ministra de Turisme i de l'Espectaclet, durant el Govern d'Amato I.
Amb la Llei 215, de 25 de febrer de 1992, s'aprova la igualtat d'oportunitats per a homes i dones en activitats econòmiques i emprenedores.
Entre els càrrecs actualment suprimits a Itàlia, no hi ha cap dona que hagués ocupat els càrrecs de ministre de la Tresoreria (1877-1997), de Participacions Estatals (1956-1993), d'Intervencions Extraordinàries al Sud d'Itàlia (1964-1993), de la Marina Mercant (1946-1993), d'Obres Públiques (1861-2001), d'Hisenda (1946-2001) (no s'ha de confondre amb el Ministeri d'Economia i Hisenda), de Comunicacions (1946-2008), del Pressupost i Planificació Econòmica (1947-1997), per a la Implementació del Programa Governamental, i per als Problemes de les Àrees Urbanes.

## La Segona república (1994-actualitat)
L'11 de maig de 1994, Adriana Poli Bortone, sota el Govern de Berlusconi I, es converteix en la primera ministra de Recursos Agrícoles, Alimentaris i Forestals. El 17 de gener de 1995, Susanna Agnelli és la primera dona ministra d'Afers Exteriors a Itàlia i ministra per a la Coordinació de les Polítiques Comunitàries durant el Govern de Dini.
Seguint amb el Govern de Dini, la Llei 66, de 15 de febrer de 1996, introdueix el delicte de violència contra les dones, transformant-lo en un delicte contra la persona i no contra la moral. El 18 de maig de 1996, sota el Govern de Prodi I, Anna Finocchiaro és la primera dona que ocupa el càrrec de ministra per la Igualtat d'Oportunitats. El 4 de novembre de 1996, Fernanda Contri és la primera dona que ocupa el càrrec de Jutgessa Constitucional durant la presidència d'Oscar Luigi Scalfaro; el 14 de desembre de 2004 va presidir el Tribunal Constitucional per primera vegada. El 14 de febrer de 2005, sent la jutgessa més antiga per nomenament i per edat, va presidir una audiència pública del Tribunal Constitucional (la primera dona a Itàlia). Va ser vicepresidenta del Tribunal Constitucional del 10 de març al 6 de novembre de 2005.
El 28 d'octubre de 1997, el Decret 405 del president del Consell de Ministres estableix el Departament per a la Igualtat d'Oportunitats.
Durant el Govern D'Alema I, a l'octubre de 1998, Rosa Russo Iervolino és la primera dona ministra de l'Interior; el 13 de maig de 2001 esdevindrà la primera alcaldessa de Nàpols. Seguint amb el Govern D'Alema I i durant el Govern D'Alema II, Katia Bellillo és la primera dona a ocupar el càrrec de ministra d'Afers Regionals i Autonomies, entre 1998 i 2000.
Amb la Llei del 20 d'octubre de 1999, també durant el Govern D'Alema I, les dones poden servir a l'exèrcit. Itàlia va ser l'últim país membre de l'OTAN que no permetia que les dones s'incorporessin a les forces armades.
El 26 d'abril de 2000, al principi del Govern d'Amato II, Patrizia Tia assumeix el càrrec de ministra de Relacions amb el Parlament, i també va ser la primera dona mMinistra d'Afers Empresarials Europeus durant el Govern de l'Alema II.
L'11 de juny de 2001, Letizia Moratti assumeix el càrrec de ninistra d'Educació, Universitat i Recerca, durant el Govern de Berlusconi II.
El 9 de gener de 2006, durant el Govern de Berlusconi III, amb la Llei 7, la mutilació de genitals femenins esdevé delicte, amb sancions que van des dels quatre fins als dotze anys de presó.
El 17 de maig de 2006, durant el Govern de Prodi II, Emma Bonino és la primera dona nomenada ministra de Comerç Internacional i de les Polítiques Europees (també serà Ministra d'Afers Exteriors durant el Govern de Letta, entre 2013 i 2014). També al maig de 2006, Giovanna Melandri és la primera dona ministra d'Esport i Joventut. Rosy Bindi és la primera dona que assumeix el càrrec de ministra per a la Política de la Família. El 5 de juny de 2006, Letizia Moratti esdevé la primera alcaldessa de Milà.
El 8 de maig de 2008, Stefania Prestigiacomo, durant el Govern Berlusconi IV, és la primera dona que assumeix el càrrec de ministra del Medi Ambient i de la Protecció del Territori i de la Mar. El 21 de maig de 2008, Emma Marcegaglia va ser la primera dona presidenta de la Confederació General de la Indústria (Confindustria) fins al 23 de maig de 2012, i Susanna Camusso va ser la primera Secretària General de la Confederació General del Treball (Confederazione Generale del Lavoro), del 3 de novembre de 2010 fins al 24 de gener de 2019.
El 23 d'abril de 2009, també amb el Govern Berlusconi I, s'aprova la llei que protegeix les dones víctimes d'assetjament per part d'homes. Segons aquesta llei, es castiga amb pena de presó de sis mesos fins a quatre anys qualsevol conducta reiterada d'amenaça o molèstia que pugui causar a la víctima un estat greu d'ansietat o de por, una por fonamentada per la seguretat d’una mateixa o d’un familiar proper o d’una persona vinculada a ella per una relació emocional o per obligar-la a alterar els seus hàbits quotidians La pena s'incrementa si el delicte és comès per un cònjuge legalment separat o divorciat o per una persona que ha estat vinculada per una relació afectiva amb la persona assetjada. La pena s'incrementa fins a la meitat si el delicte es comet contra una menor d'edat, una dona embarassada o d’una persona amb discapacitat a què es refereix l’article 3 de la Llei 104, o amb armes o per una persona alterada.
Amb la Llei 93', de 14 d’agost de 2013, també existeix una llei específica sobre el feminicidi.
El 12 de juliol de 2011, amb la Llei 120, s'imposa un percentatge mínim del gènere menys representat en els consells d’administració i en els col·legis sindicals, però alguns polítics han criticat aquesta llei, ja que, segons ells, les dones han d'accedir a aquests càrrecs per mèrits pròpis i no per l'establert per la «quota rosa». El 16 de novembre de 2011, Paola Severino es converteix en la primera dona a exercir el paper de ministra de Justícia, sota el Govern de Monti.
El 28 d'abril de 2013, durant el Govern de Letta, Cécile Kyenge es converteix en la primera dona «negra» (com prefereix definir-se a si mateixa) que ocupa el càrrec de Ministre a la República italiana. La primera diputada de raça negra de la història d'Itàlia va ser Mercedes Lourdes Frias, elegida a la 15a legislatura el 28 d'abril del 2006.
El 22 de febrer de 2014, al principi del Govern de Renzi, Roberta Pinotti es va convertir en la primera ministra de defensa, Federica Guidi la primera ministra de desenvolupament econòmic, i Maria Elena Boschi la primera ministra de reforma constitucional. Aquest govern es va definir com «el govern de la República italiana amb més dones ministres, amb vuit dones i vuit homes al govern».

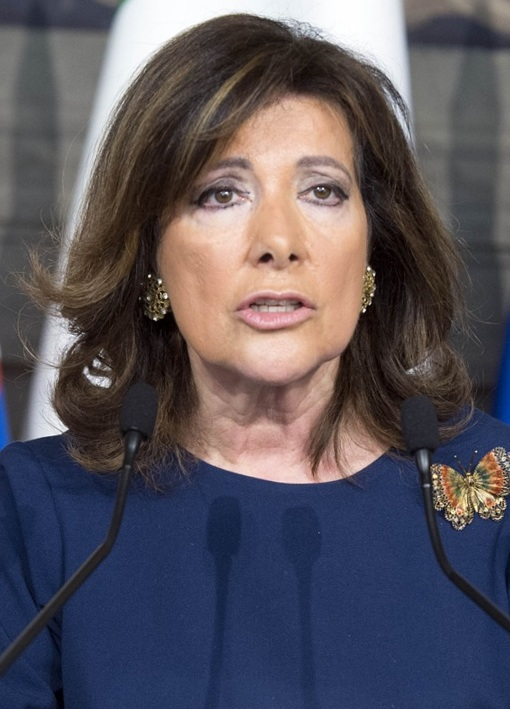
Maria Elisabetta Alberti Casellati, la primera dona que obté el càrrec de Presidenta del Senat (el 2018)
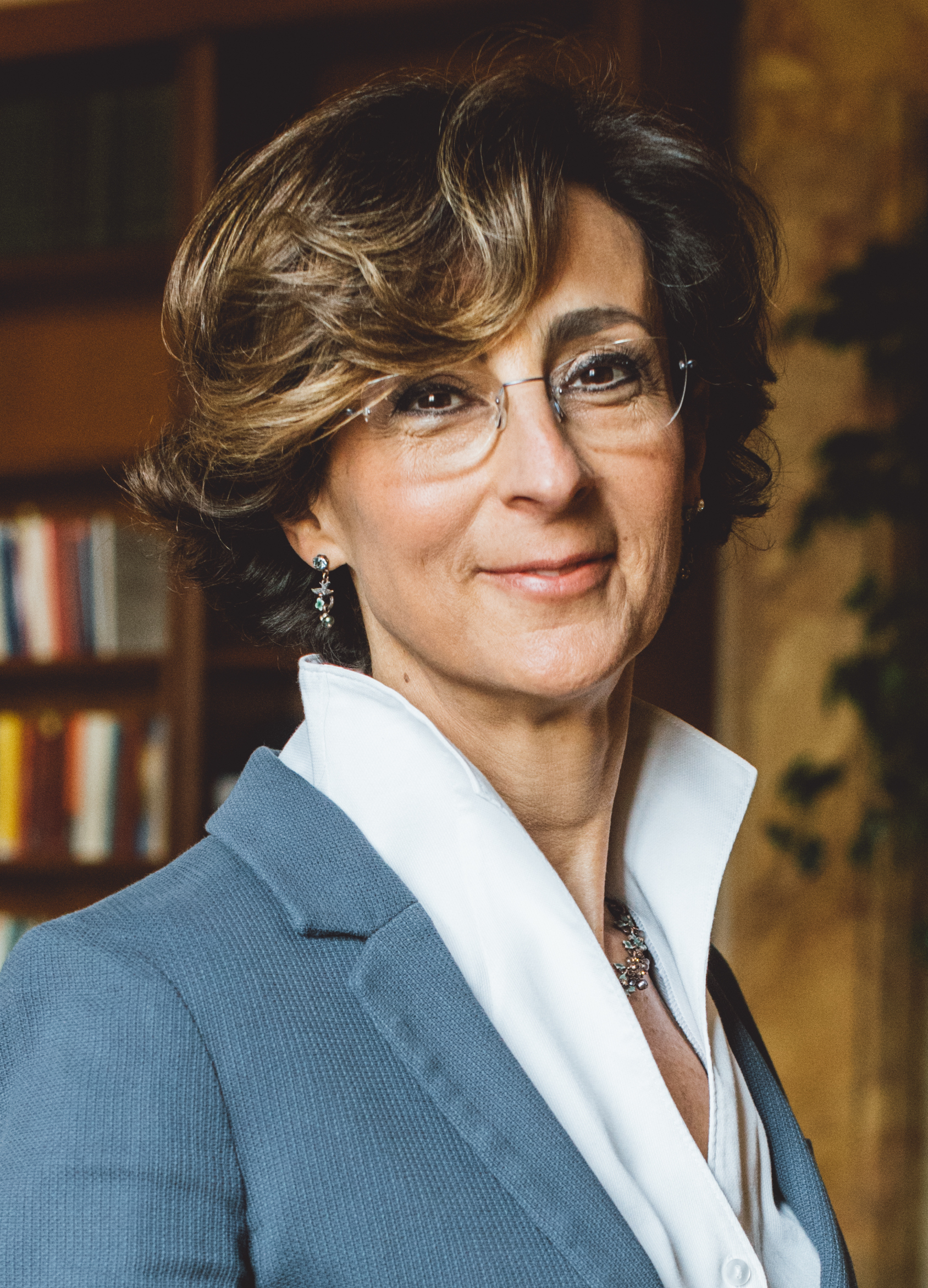
Marta Cartabia, la primera dona que assoleix el càrrec de càrrec de President de la Cort Constitucional (2019-2020)
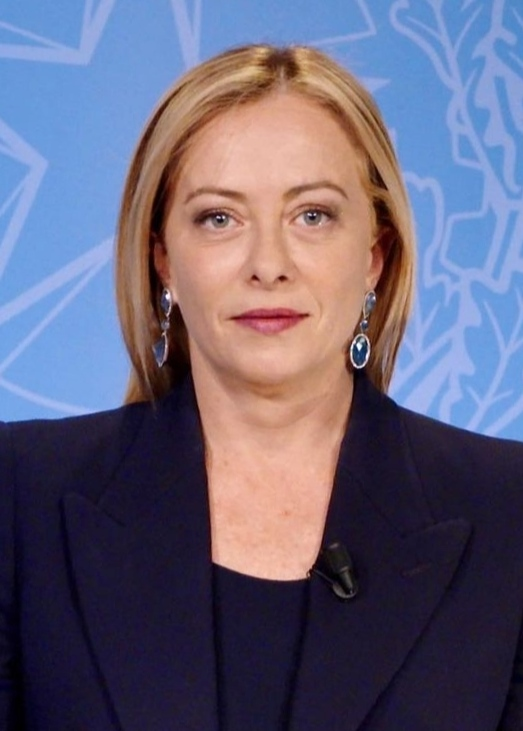
Giorgia Meloni, la primera dona que dirigeix un partit polític a Itàlia (Fratelli d'Italia)

El 8 de març de 2014, Giorgia Meloni es converteix en la primera dona líder d’un partit popular a Itàlia, Fratelli d’Italia (Germans d'Itàlia), fundat el 2012. També va ser la ministra més jove (als 31 anys, des del 2008 al 2011) i la persona més jove que va ser vicepresidenta de la Cambra dels Diputats (amb només 29 anys, del 2006 al 2008).
Des de l’11 de maig de 2016, amb l’aprovació de la Llei de la Unió Civil, de la qual la senadora Monica Cirinnà va ser la ponent, no només s'ha produït un augment dels drets de les dones que conviuen fora de la institució matrimonial, sinó també una regulació de les relacions de convivència entre dues dones.
El 22 de juny de 2016, Virginia Raggi, de 38 anys d'edat, es converteix en la primera dona a ocupar el càrrec d’alcaldessa de Roma.
El 10 d'octubre de 2017, sota el Govern de Gentiloni, després de 13 anys de sol·licituds d'Europa (a partir del 6 d'agost de 2004), es va establir un fons per a les víctimes de delictes violents quan no poguessin obtenir cap indemnització del culpable, en cas de nul·litat. En el cas d'homicidi, la indemnització és de 7200 €, per a una víctima de violència sexual 4800 €, mentre que per a la resta de delictes, 3000 €. Això ha provocat les més variades protestes pel que fa a la quota d’indemnització i al fet que només s'atorguen aquells que tinguin ingressos anuals inferiors a 11.528,41 €; molts van considerar que la mesura era inconstitucional.
El 24 de març de 2018, Maria Elisabetta Alberti Casellati, de 71 anys d'edat, es converteix en la primera Presidenta del Senat de la República italiana. El 1r de juny de 2018, durant el Govern del Conte I, Barbara Lezzi es converteix en la primera dona que ocupa el càrrec de ministra del Sud i de cohesió territorial.
El 19 de juliol de 2019, amb 197 vots a favor i 47 abstencions, el Senat italià va aprovar una sèrie de lleis anomenades Codice Rosso (Codi Vermell; Llei 69, de 19 de juliol de 2019), en defensa de les víctimes de violència domèstica i de gènere, i contra el fenomen del «revenge porn» (distribució d’imatges o vídeos sexualment explícits de persones sense el seu consentiment). La batalla per una llei similar va començar el 20 de setembre de 2016 amb Sandra Savino, després del suïcidi de Tiziana Cantone el 13 de setembre (una dona de 31 anys d'edat) després de la difusió a la xarxa d'alguns dels seus vídeos pornogràfics amateur per la seva exparella. El 27 de setembre es va presentar el text però no es va aprovar. El 28 de novembre de 2018 es va publicar una petició a Change.org, que va recollir un total de 126.523 signatures. El 2 d'abril de 2019, amb 461 a favor i 0 en contra, el Parlament va aprovar el projecte de llei del Codice Rosso. Amb aquesta nova llei hi ha una protecció addicional de les dones en l'ambit informàtic. Es va augmentar les sancions per violència sexual, es va eliminar la disminució de pena per feminicidi, s'ha introduït el delicte de «revenge porn», s'ha incrementat la pena per assetjament físic i violència domèstica; l’audiència de les víctimes es fa obligatòria dins dels 3 dies posteriors a la denúncia i les que han rebut violència tenen 12 mesos per denunciar-la. El matrimoni forçat és processable penalment, castigat amb una pena de presó d’un a cinc anys, qui obliga una altra persona a contraure matrimoni o unió civil mitjançant qualsevol tipus d’amenaces i / o violència (fins i tot si el fet es produeix fora del territori italià) entre un ciutadà italià o un no-italià resident a Itàlia amb una ciutadana italiana o una no-italiana resident a Itàlia. Es preveuen circumstàncies agreujants si la víctima és menor de divuit anys i / o menor de catorze anys, en particular en aquest darrer cas la pena és de dos a set anys. Tot i això, s'ha eliminat l’anomenada Llei de castració química per a violadors i pedòfils. La llei, que va entrar en vigor el 9 d’agost de 2019, va posar de manifest l'evident problema de les amenaces per Internet, arribant al màxim a unes 40 denúncies diàries a Milà i 20 a Roma només 21 dies després de l'entrada en vigor de la llei. Per tant, Itàlia s'ha convertit, de moment, en un dels pocs països del món que preveu una llei contra el revenge porn (juntament amb Austràlia, Canadà, Filipines, Japó, Alemanya, Israel, Malta, el Regne Unit i alguns estats dels Estats Units d'Amèrica). Tot i això, el Codice Rosso encara no s'ha definit com a suficient per combatre la violència contra les dones; Giorgia Meloni, com moltes altres dones feministes, va considerar que les lleis en si mateixes no són suficients i que, sobretot, cal un augment de l'educació ciutadana, objecte d’estudi a partir del curs 2020-2021.
El 5 de setembre de 2019, durant el Govern del Conte II, Paola De Micheli es converteix en la primera dona que ocupa el càrrec de Ministra d’Infraestructures i Transports, i Paola Pisano inaugura el càrrec de ministra d’innovació tecnològica.
L’11 de desembre de 2019, Marta Cartabia (exvicepresidenta del Tribunal Constitucional, del 12 de novembre de 2014 a l’11 de desembre de 2019) es converteix en la primera dona presidenta del Tribunal Constitucional, amb un mandat de 9 mesos (fins al 13 de setembre de 2020), entregant el seu càrrec com a presidenta a Mario Rosario Morelli i com a jutgessa a Emanuela Navarretta.
El 7 de novembre de 2020, Maria Luisa Pellizzari es converteix en la primera sotsdirectora adjunta de la Policía de l'Estat. El 13 de novembre de 2020, Antonella Polimeni es converteix en la primera dona, després de 717 anys, a exercir el paper de rectora de la Universitat La Sapienza de Roma, antiga degana de la Facultat de Medicina i Odontologia. Rita Mastrullo es converteix en la primera dona vicerectora de la Universitat Frederic II de Nàpols el 19 de novembre de 2020.
El 21 de novembre de 2020, Laura Lega es converteix en la primera dona a dirigir el departament del Corpo Nazionale dei Vigili del Fuoco (Cos Nacional de Bombers).

## La condició de la dona a principis delseglexxi
La condició de la dona a Itàlia actual canvia radicalment en comparació del passat, també gràcies als avenços realitzats en la participació de les dones en la vida política, però es manté per sota de països més avançats, com Finlàndia, Noruega, Espanya, Alemanya, França, Islàndia i Dinamarca.
El desavantatge femení a l'escola secundària de segon grau, que va caracteritzar històricament el sistema escolar italià, va desaparèixer a principis de la dècada del 1980. A partir d'aquest moment, les noies han superat els nois tant en la participació (93% de noies estudiants en comparació amb el 91,5 % de nois en el curs 2010/2011) com en l'assoliment del diploma als dinou anys d'edat (durant el curs 2009/2010 el 78,4% de les noies va rebre un diploma en comparació del 69,5% dels nois). Fins i tot en la continuïtat dels estudis universitaris, les dones estan superant els homes; el 2004, de 100 llicenciats 59 eren dones, mentre que les dones representaven gairebé el 57% d'estudiants de carreres de tres anys.
Actualment, les dones tenen més accés i ajudes en el món laboral quan finalitzen una carrera universitària. Però, les joves (solteres o no), encara no arriben a les posicions directives amb el mateix percentatge que els homes en les mateixes condicions.
Des del punt de vista universitari i el món laboral, les joves italianes tenen més estudis que els homes, almenys numèricament. En realitat moltes d'elles, en el moment de la matriculació a la universitat, venen d'instituts tècnics econòmics i escoles secundàries, on ja són nombroses, i en comparació amb els homes tendeixen a ser una minoria en estudis tecnològics i en igual o en majoria en altres estudis.
La taxa d'atur femení a Itàlia és més alta (al voltant del 4%, segons Istat 2005) que la masculina. La taxa d'ocupació femenina és significativament inferior a la masculina, que era al voltant del 46% per a les dones i el 67% per als homes (dades del 2010).
En el sud d'Itàlia, les diferències estan més accentuades i l'ocupació de les dones no supera el 30%. La taxa d'inactivitat és, d'altra banda, molt alta, que arriba a afectar la meitat de les dones en edat laboral. Entre les principals causes d'aquest fenomen s'esmenta l'indisponibilitat per raons familiars, motiu que és gairebé inexistent entre la població masculina; per exemple, el 15% de les dones declaren haver abandonat el lloc de treball a causa del naixement d'un nen. Sovint és una elecció imposada; de fet, en més de la meitat dels casos han estat acomiadades o les imposen condicions per a que abandonin el treball durant l'embaràs.
No obstant això, aquesta inactivitat no es tradueix en més lleure per a les dones. Al contrari, el temps de les dones italianes s'utilitza per càrregues de feina domèstica, molt més que a la resta d'Europa. Els homes italians són els menys actius al continent en la feina domèstica, dedicant aquestes activitats a només 1h 35 min al dia. Per «feina domèstica», volem dir tant activitats domèstiques (cuinar, neteja de la casa, fer bugaderia, etc.), com les activitats de cura d'infants i d'adults cohabitants. S'estima que el 76,2% de la feina domèstica d'una llar amb parella ho realitza la dona. Tenint en compte els temps totals de treball (que és la suma del temps dedicat a la feina remunerada i el que es dedica a la feina domèstica), les dones treballen més que les seves parelles. Una dona amb una ocupació entre 25 i 44 anys sense fills treballa diàriament 53 minuts més que la seva parella; no obstant això, si té fills, la diferència augmenta fins a 1h 02 min més que la seva parella. Fins i tot les mares desocupades treballen més que els homes (8h 15 min vers 7 h 48 min). Una conseqüència d'aquesta disparitat és que les dones treballadores italianes dormen menys que les treballadores d'altres països europeus i tenen poc temps per dedicar-se a l'oci.
Les dades mostren que les dones treballadores semblen estar orientades a llocs de treball menys útils i menys perillosos que els homes. La taxa de mortalitat de les dones al treball és d'11 per milió; la dels homes és de 86 per milió. A més, el 16% de les dones que treballen ho fan durant la tarda/vespre, enfront del 25% dels seus companys masculins. El 7% de les dones treballadores treballen de nit, mentre que els homes ho fan el 14%.
A l'administració pública italiana, les dones treballadores són un poc més de la meitat del total, gràcies a la preponderància femenina entre els professors, especialment a l'escola primària. En aquest sector observem una clara prevalença masculina en els càrrecs superiors; per cada 100 executius generals només hi ha 11 dones.
Els salaris dels homes a Itàlia són més alts que els de les dones; el 2004, per exemple, el salari total d'un home era al voltant del 7% superior al salari total d'una dona, mentre que el 2010 aquesta bretxa va arribar al 20%. Això es produeix perquè l'ocupació de les dones es concentra en un treball amb un salari més baix, i perquè els salaris dels homes són, encara que lleugerament (el 2%), superiors. Les dones també tenen menys possibilitats de beneficiar-se de complements salarials, com ara incentius o pagues extraordinàries.
L'esperança de vida de les dones és de 5,6 anys més que la dels homes. A més, les dones estan menys exposades a assassinats i agressions que els homes; les morts de dones per aquestes raons representen aproximadament una quarta part del total.
Seguint en el camp del dret de família, el 71% de les sol·licituds de divorci són presentades per dones. A més, en cas de divorci, l'assignació de la casa on la família vivia (en absència de nens i independentment de la propietat de la mateixa) s'atribueix a les dones en el 57% dels casos i només en el 21% als seus ex-marits.
Sobre el total de les persones que han dut a terme una activitat lliure per a un partit polític durant el 2005, aproximadament un quart eren dones. El nombre de dones parlamentàries a Itàlia és coherent amb aquesta taxa de participació en la vida política. El 2006, l'Istat va elaborar una investigació específica sobre la participació política i l'abstenció segons un enfocament de gènere, que va veure les dones a Itàlia en una posició marginal a les oficines institucionals de manera molt marcada (de fet, en comparació amb els principals països europeus), un desequilibri de gènere produït en la representació electiva per a la qual Itàlia figurava fins a l'últim lloc en el rànquing. Amb uns quants passos endavant en els darrers anys, el Parlament italià electe comença registrar el 2013 una representació femenina del 30,18% del total (31,11% a la Cambra dels Diputats i 28,35 al Senat). Gràcies a una nova llei electoral que imposava almenys un 40% de candidatures femenines, en les eleccions polítiques del 2018 la quota de dones elegides va ser la més alta de la història d'Itàlia, arribant a gairebé el 35% a les dues branques del Parlament.

## Estadístiques recents
El Fòrum Econòmic Mundial junt amb el Global Gender Gap Index (Índex global sobre la bretxa de gènere) va documentar que el 2015, de 145 països, Itàlia estava a la 41a posició en igualtat de gènere. El 2017 va caure a la posició 82a, el 2018 va arribar al 70a. Al desembre de 2019, segons el Global Gender Gap Index la seva posició era la 76a de 153 països, amb una puntuació de 0,707 sobre 1, a causa de algunes discriminacions en l'àmbit polític. Millora la posició respecte al 2006 amb una puntuació de 0,646 sobre 1 a 0,707 sobre 1.
La participació econòmica femenina se situa en la 87a posició el 2006 amb una puntuació de 0,527 sobre 1 i 0,595 sobre 1 el 2019. El 55,7% de les dones a Itàlia participen en la força laboral del país. El 27% dels directors i dels magistrats i oficials són dones.
La taxa d'alfabetització de les dones a Itàlia és del 99% (99,4% en homes). El 95,4% d'elles va completar els estudis primaris (95,9% homes), el 95,3% de les dones van completar estudis secundaris (94,1% homes), el 71,5% de les dones van assolir un títol universitari.
L'esperança de vida sana per a les dones és de 74,3 anys d'edat.
El 35,3% dels membres del Parlament italià són dones, el 27,8% dels ministres són dones, el 11,94% de les dones estan a l'atur.
L'edat mitjana per tenir el primer fill és de 31,3 anys i una dona a Itàlia de mitjana té 1,33 nens durant la seva vida.
A Itàlia, la mortalitat materna es de 9 casos per cada 100.000 naixements vius, dins de la mitjana europea.

## Personalitats artístiques relevants italianes
En l'àmbit de la cultura, les arts i les ciències, entre les dones italianes més famoses de la segona postguerra, hi ha les actrius Anna Magnani (Premi Oscar 1956), Sofia Loren (Premi Oscar 1962 i 1991) i Gina Lollobrigida; la soprano Renata Tebaldi; la ballarina Carla Fracci; la dissenyadora Milena Canonero (guanyadora de quatre Premis Oscar); l'escriptora Natalia Ginzburg, Elsa Morante, Alda Merini i Oriana Fallaci; l'arquitecta Gae Aulenti; l'astrofísica Margherita Hack; l'astronauta Samantha Cristoforetti, la primera dona italiana en anar a l'espai, en el 2014; i les científiques Rita Levi-Montalcini (premi Nobel de Medicina en 1986 i senadora vitalícia des del 2001, que va renunciar el càrrec de Presidenta provisional del Senat el 2008), Elena Cattaneo (senadora vitalícia des del 2013) i Fabiola Gianotti (directora del CERN des del 2016).
Liliana Segre va ser nominada senadora vitalícia per Sergio Mattarella el 19 de gener de 2018 «per haver il·lustrat la pàtria amb mèrits molt alts en l'àmbit social»; la dona va rebutjar la proposta de ser candidata a la presidència de la República italiana el 2022, ja que, si fos elegida presidenta, tindria 92 anys i acabaria finalitzaria el seu mandat amb gairebé 99 anys.
L'esport és un altre camp on les dones italianes adquireixen una presència molt rellevant i un paper social. Si les medalles olímpiques de Giuliana Minuzzo (la primera dona italiana que va guanyar una medalla olímpica als Josc Olímpics d'Hivern el 1952), Irene Camber, Novella Calligaris, Sara Simeoni i Gabriella Dorio. Hi ha més esportistes excepcionals, però l'esport femení és una realitat complexa capaç de generar campiones com Manuela Di Centa, Josefa Idem, Deborah Compagnoni, Valentina Vezzali, Alessandra Sensini, Carolina Kostner, Federica Pellegrini i Tania Cagnotto.